# Fred Tatasciore
Fred Tatasciore (New York, 13 juni 1968) is een Amerikaanse stemacteur en komiek. Hij is vooral bekend door zijn rollen in computerspellen en animatie.

## Carrière
Fred Tatasciore staat bekend om het spelen van personages met diepe en krachtige stemmen, hoewel hij later zijn bereik heeft uitgebreid.
Hij verzorgt de stem van de Hulk in verschillende Marvel-films en series, waaronder Marvel: Ultimate Alliance 2, The Avengers: Earth's Mightiest Heroes, Hulk and the Agents of S.M.A.S.H. en Avengers Assemble. Andere Marvel-rollen die Tatasciore verzorgde zijn Red Hulk, Juggernaut, Magneto, Beast, Sabretooth, Crossbones, Edwin Jarvis, Doctor Doom, Cable, Black Bolt, Mephisto, Carnage, J. Jonah Jameson, Sandman, Scorpion en Rhino. Daarnaast spreekt Tatasciore ook verschillende personages in uit het DC-universum, zoals Killer Croc, Bane, Brainiac, Clayface, Doomsday, Perry White, Swamp Thing en Solomon Grundy.
Zijn bekendste videogamerollen zijn onder meer Damon Baird in de Gears of War-serie, Saren Arterius in de Mass Effect-serie, Zeratul in StarCraft II en Heroes of the Storm, Soldier: 76 in Blizzard's first-person shooter Overwatch, Xür in Bungie's first-person shooter, Destiny, verschillende rollen in de God of War-serie zoals Poseidon, Typhon, Atlas, Ares, King Midas, Lanaeus, Zeus en Hades, DOD Official in de Metal Gear-serie, verschillende rollen in World of Warcraft, Ratchet in de Transformers-serie, verschillende rollen in de Uncharted-serie, Nikolai Belinski in Call of Duty: World at War, Mario Auditore in de Assassin's Creed-serie, Kakuzu in Naruto Shippuden, verschillende rollen in de Darksiders-serie, Dingodile, Koala Kong, Komodo Joe, Komodo Moe, Penta Penguin en Akano in Crash Bandicoot: N. Sane Trilogy, Crash Team Racing: Nitro-Fueled en Crash Bandicoot 4: It's About Time, verschillende rollen in de Ratchet & Clank-serie en Rhino in Spider-Man en Spider-Man: Miles Morales.

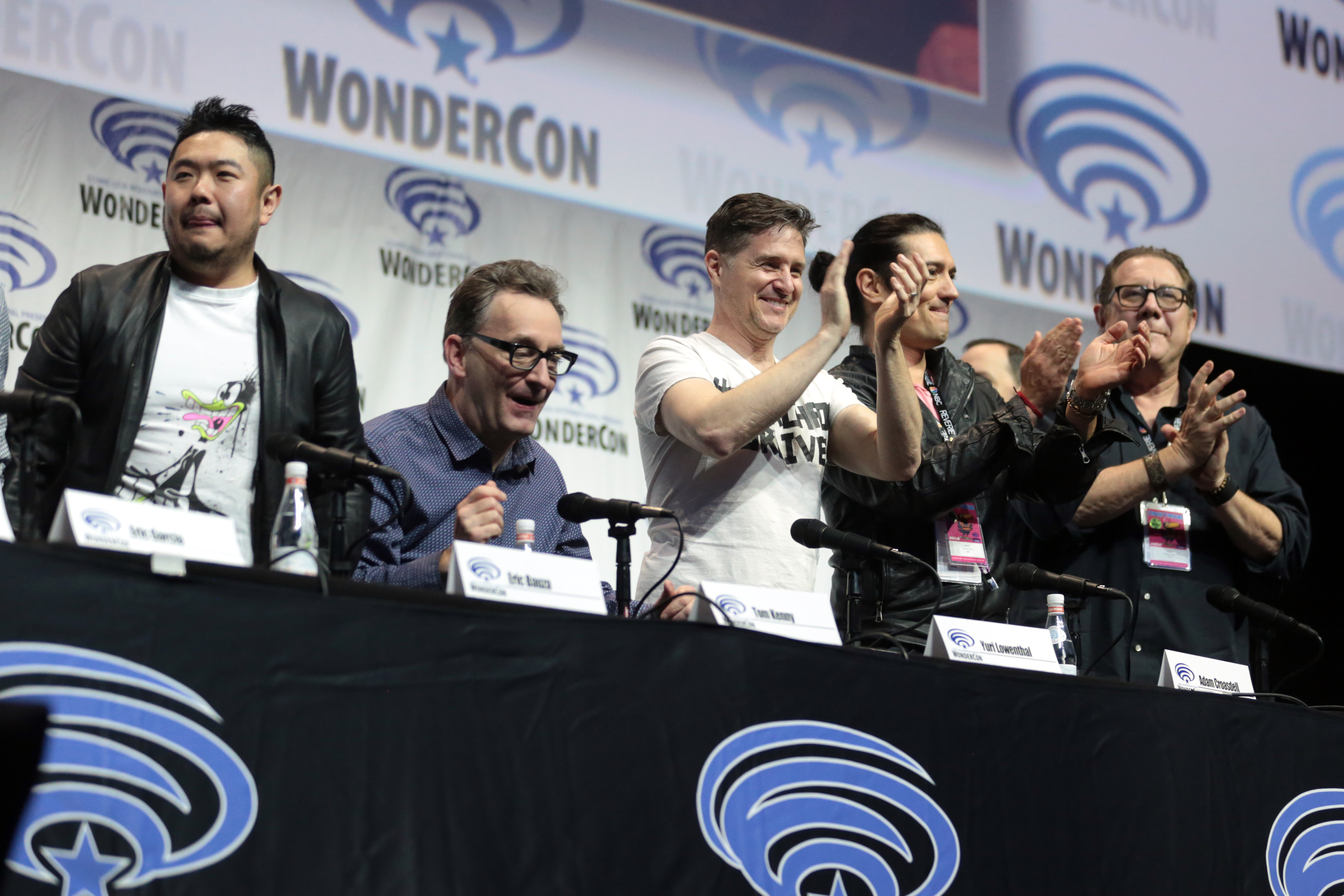
(Van links naar rechts) Eric Bauza, Tom Kenny, Yuri Lowenthal, Adam Croasdell & Fred Tatasciore

Ook verzorgd Tatasciore stemmen in verschillende live-action films, zoals Darth Vader in Star Tours, Samuel L. Jackson in Team America: World Police, verschillende rollen in horrorfilms zoals Dead Silence en Annabelle: Creation, Pinhead in Hellraiser: Revelations, de stem van Hulk en Abomination in The Incredible Hulk, Sin in Shazam!, Diego Gomez in Resident Evil: Vendetta, Niima Scavenger in Star Wars: Episode VII: The Force Awakens en de vocal effects van Fenris Wolf in Thor: Ragnarok. Daarnaast sprak Tatasciore ook verschillende stemmen in voor series, zoals Days of our Lives, Big Time Rush, Mom, The Orville, The X-Files en Supernatural.
In animatiefilms heeft Tatasciore ook verschillende stemmen verzorgd, zoals General Gato in TMNT, verschillende rollen in Madagascar: Escape 2 Africa, verschillende rollen in Kung Fu Panda 2 en Kung Fu Panda 3, Monty Pig in The Angry Birds Movie, Tasmanian Devil in Space Jam: A New Legacy, verschillende rollen in Stewie Griffin: The Untold Story, Shrek Forever After, Wreck-It Ralph, Planes, Frozen, The Boxtrolls, Moana, Hotel Transylvania 2, Hotel Transylvania 3, The Emoji Movie, Teen Titans Go! To the Movies, Frozen II en Scoob!.
In animatieseries verzorgde Tatasciore verschillende stemmen, zoals Qui-Gon Jinn in Star Wars: Clone Wars, meerdere rollen in Invader Zim en Family Guy, Cannonbolt in Ben 10, Shuzo in Afro Samurai, The Farmer in Back at the Barnyard, Manish Man in Adventure Time, Gus in The Penguins of Madagascar, Janitor in Kick Buttowski: Suburban Daredevil, Shifu in Kung Fu Panda: Legends of Awesomeness, Pituitor in Gravity Falls, Muscle Dad in Regular Show, Masked Lord Dominator in Wander Over Yonder, Rocksteady in Teenage Mutant Ninja Turtles, Slade Wilson in Young Justice, verschillende rollen in Be Cool, Scooby-Doo!, Buff Frog, Talon Raventalon en Sloth Worker in Star vs. the Forces of Evil, Phil en Cronie in Clarence, Saberhorn in Transformers: Robots in Disguise, Tooth Fairy en Cloud Wizard in Uncle Grandpa, AAARRRGGHH!!! in Trollhunters: Tales of Arcadia, Chef Schnitzel in The Powerpuff Girls, Bernie in The Loud House, verschillende rollen in We Bare Bears en DuckTales, Rolland Dupain in Miraculous: Tales of Ladybug & Cat Noir, Daddy Sterling in Carmen Sandiego, Chupacabra in Victor & Valentino, Soggy Joe in Amphibia, Flynn in Love, Death & Robots, Thompson in Teen Titans Go! en verschillende rollen in The Owl House.

## Filmografie

### Anime
| Jaar    | Titel                                         | Rol | Opmerkingen              |
| ------- | --------------------------------------------- | --- | ------------------------ |
| 2001    | Constant Payne                                | Welton Payne | Korte tv-film            |
| 2002-03 | Naruto                                        | Gatô | Serie, 7 afleveringen    |
| 2005    | Final Fantasy VII: Advent Children            | Loz | Film                     |
| 2007-16 | Naruto Shippuden                              | Kakuzu, The Third Raikage, Gatô | Serie, 33 afleveringen   |
| 2010    | Welcome to the Space Show                     | Ink's dad | Film, niet op aftiteling |
| 2011    | Wolverine                                     | Shingen Yashida, Madripoor Thugs, Wedding Guest, Koh's Minions, Hideki Kurohagi's Minion                                                                                          | Serie, 10 afleveringen   |
| 2011    | X-Men                                         | Beast, Hank McCoy | Serie, 11 afleveringen   |
| 2011    | A Letter to Momo                              | Iwa | Film                     |
| 2011    | Marvel Anime                                  | Shingen Yashida, Beast, Hank McCoy | Serie, 7 afleveringen    |
| 2012    | ThunderCats                                   | Tookit, Dodo, Dog, Dodo | Serie, 3 afleveringen    |
| 2012    | Road to Ninja: Naruto the Movie               | Kakuzu | Film                     |
| 2014    | Avengers Confidential: Black Widow & Punisher | The Hulk, Ren | Film                     |
| 2014    | When Marnie Was There                         | Tochi, Old Party Guest | Film                     |
| 2015    | The Laws of the Universe Part 0               | Reptilian, Marui | Film                     |
| 2015    | Vixen                                         | Police Sergeant | Serie, 2 afleveringen    |
| 2016    | Lastman                                       | Meerdere rollen | Serie, 3 afleveringen    |
| 2017    | Vixen                                         | Police Sergeant, Detective | Film                     |
| 2017    | Castlevania                                   | Blue Fangs | Serie, 4 afleveringen    |
| 2017    | Psalm of Planets Eureka Seven: Hi-Evolution 1 | Adroc Thurston | Film                     |
| 2017-18 | Voltron: Legendary Defender                   | The Warden, Lubos, Varkon, Virpet Sal, Glara Announcer, Galra Guard #1, Voltron's Voice, Quartermaster Janka, Heavy Guard, Male Pirate #2, Yalmore Call Contest Host, Unilu Carny | Serie, 9 afleveringen    |
| 2018    | Batman Ninja                                  | Gorilla Grodd, Deathstroke | Film                     |
| 2020    | Mortal Kombat Legends: Scorpion's Revenge     | Demon Torturer, Shao Kahn | Film                     |
| 2020    | Great Pretender                               | Eddie Cassano | Serie, 3 afleveringen    |
| 2020    | Blood of Zeus                                 | Merchant, Mob Leader, Demon, Arena Announcer, Guards, Hades | Serie, 4 afleveringen    |
| 2021    | Dota: Dragon's Blood                          | Uldorak, Beefy Villager, Bandit Leader, Player #2 | Serie, 2 afleveringen    |
| 2021    | Invincible                                    | Eve's Father, Kill Cannon, Robber #1, Professor | Serie, 3 afleveringen    |
| 2022    | Minions: The Rise of Gru                      | Overige stemmen | Film                     |

### Animatiefilms
Inclusief korte films
| Jaar | Titel                                                             | Rol                                                                          | Opmerkingen        |
| ---- | ----------------------------------------------------------------- | ---------------------------------------------------------------------------- | ------------------ |
| 1992 | Performance Art: Starring Chainsaw Bob                            | Screams                                                                      | Korte film         |
| 1999 | American Civ. -1                                                  | Grandpa                                                                      | Korte film         |
| 2002 | Backstage with Little Lorenzo                                     | Little Lorenzo, 'Mom'                                                        | Korte film         |
| 2002 | Maktar                                                            | N/A                                                                          | Korte film         |
| 2003 | Little Lorenzo Gets Rescued!                                      | Little Lorenzo                                                               | Korte film         |
| 2003 | Heavy                                                             | Voices                                                                       | Korte film         |
| 2005 | Whole                                                             | Narrator                                                                     | Korte film         |
| 2005 | Stewie Griffin: The Untold Story                                  | Meerdere rollen                                                              |                    |
| 2006 | Curious George                                                    | Meerdere rollen                                                              |                    |
| 2006 | Ultimate Avengers                                                 | The Hulk, Edwin Jarvis                                                       |                    |
| 2006 | The Wild                                                          | Victor, Man #2                                                               |                    |
| 2006 | Superman: Brainiac Attacks                                        | N/A                                                                          |                    |
| 2006 | Ultimate Avengers II                                              | The Hulk, Edwin Jarvis                                                       |                    |
| 2006 | The Ant Bully                                                     | Ant Council #2 and #5                                                        | Niet op aftiteling |
| 2006 | Barnyard                                                          | Farmer                                                                       |                    |
| 2006 | Casper's Scare School                                             | Meerdere rollen                                                              |                    |
| 2007 | The Invincible Iron Man                                           | The Mandarin                                                                 |                    |
| 2007 | TMNT                                                              | General Gato                                                                 |                    |
| 2007 | Meet the Robinsons                                                | N/A                                                                          |                    |
| 2007 | Ben 10: Secret of the Omnitrix                                    | Cannonbolt, Way Big                                                          |                    |
| 2007 | Doctor Strange: The Sorcerer Supreme                              | Oliver, Doorman, Sorcerer                                                    |                    |
| 2007 | Garfield Gets Real                                                | Billy, Waldo, Eric                                                           |                    |
| 2008 | Dragonlance: Dragons of Autumn Twilight                           | Flint Fireforge, Fewmaster Toede                                             |                    |
| 2008 | Her Lion's Jump                                                   | Fred                                                                         | Korte film         |
| 2008 | Garfield's Fun Fest                                               | Billy Bear, Junior Bear                                                      |                    |
| 2008 | Next Avengers: Heroes of Tomorrow                                 | Hulk                                                                         |                    |
| 2008 | Madagascar: Escape 2 Africa                                       | Teetsi, Poacher #1, Elephant                                                 |                    |
| 2008 | Orlando's Joint                                                   | The Bugman                                                                   |                    |
| 2009 | Hulk Vs                                                           | Hulk                                                                         |                    |
| 2009 | Curious George 2: Follow That Monkey!                             | Mr. Bloomsberry                                                              |                    |
| 2009 | Garfield's Pet Force                                              | Billy, Horned Guard                                                          |                    |
| 2009 | 9                                                                 | #8, Radio Announcer                                                          |                    |
| 2009 | Bionicle: The Legend Reborn                                       | Tuma                                                                         |                    |
| 2009 | The Princess and the Frog                                         | N/A                                                                          |                    |
| 2010 | Marvel Super Heroes 4D                                            | Hulk                                                                         | Korte film         |
| 2010 | Shrek Forever After                                               | Draak                                                                        | Vocal effects      |
| 2010 | Batman: Under the Red Hood                                        | Mercenary #1, Amazo, Guard                                                   |                    |
| 2010 | Alpha and Omega                                                   | Garn                                                                         |                    |
| 2010 | Lego Hero Factory: Rise of the Rookies                            | Thunder, Frantic Citizen                                                     |                    |
| 2010 | Tangled                                                           | Meerdere rollen                                                              |                    |
| 2010 | Made by Molly                                                     | Galoot                                                                       | Korte film         |
| 2011 | All-Star Superman                                                 | Krull, Robots, Astronaut #2                                                  |                    |
| 2011 | Kung Fu Panda 2                                                   | Panda Dad, Gorilla Guard 2                                                   |                    |
| 2011 | The Jockstrap Raiders                                             | N/A                                                                          | Korte film         |
| 2011 | Phineas and Ferb the Movie: Across the 2nd Dimension              | Meerdere rollen                                                              |                    |
| 2011 | Scooby Doo & the Robots                                           | Driver, Skelton, Skullhead                                                   |                    |
| 2011 | Top Cat: The Movie                                                | Robot, Gorilla                                                               |                    |
| 2011 | Batman: Year One                                                  | Detective Flass                                                              |                    |
| 2011 | Lego Hero Factory: Savage Planet                                  | Witch Doctor                                                                 |                    |
| 2012 | The Outback                                                       | Cutter                                                                       |                    |
| 2012 | Brave                                                             | Mor'du                                                                       | Vocal effects      |
| 2012 | Back to the Sea                                                   | Fat Seagull                                                                  |                    |
| 2012 | Ben 10: Destroy All Aliens                                        | Way Big, Evil Way Big                                                        |                    |
| 2012 | Marvel Super Heroes 4D Experience                                 | Hulk, Frost Giant                                                            | Korte film         |
| 2012 | Superman vs. The Elite                                            | Perry White                                                                  |                    |
| 2012 | Delhi Safari                                                      | Hyena #2                                                                     |                    |
| 2012 | Scooby-Doo! Haunted Holidays                                      | Sinister Snowman, Santa Claus                                                | Korte film         |
| 2012 | Wreck-It Ralph                                                    | Meerdere rollen                                                              |                    |
| 2012 | Dino Time                                                         | Dino Time                                                                    |                    |
| 2012 | Scooby-Doo! Mask of the Blue Falcon                               | Jack Rabble, Cruel Dynomutt                                                  |                    |
| 2013 | Bigfoot and Gray on the run                                       | Narrator                                                                     | Korte film         |
| 2013 | Our New Electrical Morals                                         | Business Cat, Delta Blues Crooner                                            | Korte film         |
| 2013 | Planes                                                            | Meerdere rollen                                                              |                    |
| 2013 | Frozen                                                            | Meerdere rollen                                                              |                    |
| 2013 | Iron Man & Hulk: Heroes United                                    | The Hulk                                                                     |                    |
| 2013 | Rolling with Dad                                                  | Nic Cage                                                                     | Korte film         |
| 2014 | JLA Adventures: Trapped in Time                                   | Lex Luthor                                                                   |                    |
| 2014 | Scooby-Doo! WrestleMania Mystery                                  | The Bear                                                                     |                    |
| 2014 | Son of Batman                                                     | Killer Croc                                                                  |                    |
| 2014 | Jungle Shuffle                                                    | Cusumba, Chimera                                                             |                    |
| 2014 | The Prophet                                                       | Orange Seller, Bride's Father, Drummer                                       |                    |
| 2014 | Planes: Fire & Rescue                                             | Meerdere rollen                                                              |                    |
| 2014 | Scooby-Doo! Frankencreepy                                         | Frankencreep                                                                 |                    |
| 2014 | Iron Man and Captain America: Heroes United                       | Hulk, S.H.I.E.L.D. Agent                                                     |                    |
| 2014 | The Boxtrolls                                                     | Clocks, Specs                                                                |                    |
| 2014 | We Wish You a Merry Walrus!                                       | Capt. Rockhopper                                                             |                    |
| 2015 | Buddy: Tech Detective                                             | Baker Burns                                                                  | Korte film         |
| 2015 | Scooby-Doo! Moon Monster Madness                                  | Hudson Baron, Alien                                                          |                    |
| 2015 | Back to the Jurassic                                              | Dr. Santiago                                                                 |                    |
| 2015 | Soldier: 76 Origin Story                                          | Soldier: 76                                                                  | Korte film         |
| 2015 | Penguin Monster Beach Party                                       | Capt. Rockhopper                                                             |                    |
| 2015 | Regular Show: The Movie                                           | Father Time, Security Guard, Timenado Mechanic, Willy, News Reporter         |                    |
| 2015 | Batman Unlimited: Monster Mayhem                                  | Solomon Grundy, Newscaster                                                   |                    |
| 2015 | Batman: Dark Flight                                               | Bane                                                                         | Korte film         |
| 2015 | Hotel Transylvania 2                                              | Meerdere rollen                                                              |                    |
| 2015 | Penguin Halloween Panic                                           | Blooky, Butler Penguin                                                       |                    |
| 2015 | Lego Marvel Super Heroes: Avengers Reassembled                    | Hulk                                                                         |                    |
| 2015 | Half-Shell Heroes: Blast to the Past                              | Rocksteady, Triceraton Soldier #1, Lt. Zorg                                  |                    |
| 2015 | Bilal: A New Breed of Hero                                        | Charlatan Priest                                                             |                    |
| 2015 | Marvel Super Hero Adventures: Frost Fight!                        | Hulk, Ymir                                                                   |                    |
| 2016 | Kung Fu Panda 3                                                   | Master Bear                                                                  |                    |
| 2016 | DC Super Hero Girls: Super Hero High                              | Killer Croc, Percy                                                           | Korte film         |
| 2016 | Angry Birds                                                       | Monty Pig                                                                    |                    |
| 2016 | Overwatch: Hero                                                   | Soldier: 76                                                                  | Korte film         |
| 2016 | Toasty Tales                                                      | Grunkadunk                                                                   | Korte film         |
| 2016 | Batman: The Killing Joke                                          | Carny Owner                                                                  |                    |
| 2016 | Hulk: Where Monsters Dwell                                        | Hulk, Countdown                                                              |                    |
| 2017 | Justice League Dark                                               | Ghast                                                                        |                    |
| 2017 | DC Super Hero Girls: Intergalactic Games                          | Brainiac, Kryptomites                                                        |                    |
| 2017 | Lego Scooby-Doo! Blowout Beach Bash                               | Dwight Monkfish                                                              |                    |
| 2017 | The Emoji Movie                                                   | Meerdere rollen                                                              |                    |
| 2017 | The Nut Job 2: Nutty by Nature                                    | Animal Control Guy 2                                                         |                    |
| 2017 | The Girl from Dinosaur Island                                     | Goons                                                                        | Korte film         |
| 2017 | Michael Jackson's Halloween                                       | Demon Conformity, Badger                                                     |                    |
| 2017 | Gnome Alone                                                       | Mega Trogg                                                                   |                    |
| 2017 | Star vs. the Forces of Evil: 360° Interdimensional Scavenger Hunt | Quest Buy Sloth Clerk                                                        | Korte film         |
| 2017 | The Star                                                          | Melchior, Inn keeper #1, Pottery Vendor                                      |                    |
| 2017 | A StoryBots Christmas                                             | Bang                                                                         |                    |
| 2017 | The New Adventures of Max                                         | Principal Paladoris, Announcer, Slow Moving Tortoise, Nathan the Yak Janitor |                    |
| 2018 | Scooby-Doo & Batman: The Brave and the Bold                       | Harvey Bullock, Killer Croc, Bane, Blockbuster                               |                    |
| 2018 | LEGO DC Super Hero Girls: Super-villain High                      | Seven Sins                                                                   |                    |
| 2018 | LEGO Marvel Super Heroes: Black Panther                           | Hulk                                                                         |                    |
| 2018 | Hotel Transylvania 3: A Monster Vacation                          | Meerdere rollen                                                              |                    |
| 2018 | Teen Titans Go! To the Movies                                     | Jor-El, Security Guard                                                       |                    |
| 2018 | Lego DC Comics Super Heroes: Aquaman                              | Lobo                                                                         |                    |
| 2018 | DC Super Hero Girls: Legends of Atlantis                          | Burly Man                                                                    |                    |
| 2018 | Next Gen                                                          | Police Robots, Robot Podium, Announcer                                       |                    |
| 2019 | Splitting Time                                                    | Dad                                                                          | Korte film         |
| 2019 | DC Super Hero Girls: Sweet Justice                                | Commissioner Gordon, Mr. Chapin                                              |                    |
| 2019 | The Secret Life of Pets 2                                         | Meerdere rollen                                                              |                    |
| 2019 | LEGO DC Batman: Family Matters                                    | Solomon Grundy                                                               |                    |
| 2019 | Trouble                                                           | N/A                                                                          |                    |
| 2019 | Invader ZIM: Enter the Florpus                                    | Peace Day Host, Comms Officer, Ham V.O., Alien Guard, Man                    |                    |
| 2019 | Frozen II                                                         | Meerdere rollen                                                              |                    |
| 2020 | Elleville Elfrid                                                  | N/A                                                                          |                    |
| 2020 | LEGO DC Shazam!: Magic and Monsters                               | Lobo, Oom                                                                    |                    |
| 2020 | Scoob!                                                            | Cerberus                                                                     |                    |
| 2020 | DC Showcase: Adam Strange                                         | Bartender                                                                    | Korte film         |
| 2020 | The Curse of the Monkey Bird                                      | Monkeybird                                                                   | Korte film         |
| 2020 | Happy Halloween, Scooby-Doo!                                      | Alpha Jackal Lantern, Federal Agent Malarkey                                 |                    |
| 2021 | Scooby-Doo! The Sword and the Scoob                               | Black Knight                                                                 |                    |
| 2021 | Arlo the Alligator Boy                                            | Jeromio, The Beast, Muscly Farmer, Barn Folk, Doorman                        |                    |
| 2021 | Teen Titans Go! See Space Jam                                     | Pound, Blanko, Bang                                                          |                    |
| 2021 | Batman: The Long Halloween, Part One                              | Solomon Grundy, Large Triad                                                  |                    |
| 2021 | Batman: The Long Halloween, Part Two                              | Solomon Grundy                                                               |                    |
| 2021 | Space Jam: A New Legacy                                           | Tasmanian Devil                                                              |                    |
| 2021 | Trollhunters: Rise of the Titans                                  | N/A                                                                          |                    |
| 2021 | Mortal Kombat Legends: Battle of the Realms                       | Shao Kahn                                                                    |                    |
| 2021 | Hidden Dragon                                                     | Broken Tooth                                                                 |                    |
| N/A  | The Adventures of Pinocchio                                       | Faustino                                                                     |                    |

### Animatieseries
| Jaar    | Titel                                          | Rol | Opmerkingen                 |
| ------- | ---------------------------------------------- | --- | --------------------------- |
| 1998    | Cartoon Sushi                                  | Screams | 1 aflevering                |
| 1999-20 | Family Guy                                     | Meerdere rollen | 94 afleveringen             |
| 2000    | Baby Blues                                     | N/A | 1 aflevering                |
| 2001-03 | Invader Zim                                    | Neighbor, Presidentman's Announcer, Newscaster, Lard Nar, WHUH News Anchor, Human Slave, Mr. Sludgy, Fireman #1, Cop, Invader Slacks, Communications Officer, Turkeyneck, Shabby Guy, Janitor, Mission Director, Flapp | 9 afleveringen              |
| 2003-05 | What's New, Scooby-Doo?                        | Skeleton, Clyde, Toxic Terror, Cat Creature | 3 afleveringen              |
| 2004    | Harvey Birdman, Attorney at Law                | Lawyer, Nikos | 1 aflevering                |
| 2004    | ¡Mucha Lucha!                                  | Rudo Claws, Santo Claus, MC Goatlover | Korte serie, 1 aflevering   |
| 2005    | Star Wars: Clone Wars                          | Qui-Gon Jinn, Oppo Rancisis | 1 aflevering                |
| 2005-06 | Tom Goes to the Mayor                          | N/A | 3 afleveringen              |
| 2005-07 | Grim & Evil                                    | Del Uglio, Aztec Ghost, King Triceps, Large Hairy Alien, Specialist, Fat Guy, Priest, Tom Smith, Fatman, Sassy Robot | 4 afleveringen              |
| 2005-19 | Robot Chicken                                  | Capt. James T. Kirk, Spock, Dr. McCoy, William Shatner, Rick Salomon, Todd's Friend #1, Bosco 'B.A.' Baracus, Christopher Walken, Sean Connery, Garfield, Jon Arbuckle, Narrator, Mr. T, Waiter, Lex Luger, Tray-Norr, John Rambo, Acme Scientist #1, Cybernetics Doctor, Donald Trump, David, Wilson Fisk, Augustus Gloop, Lead Surgeon | 17 afleveringen             |
| 2005-21 | American Dad!                                  | Meerdere rollen | 30 afleveringen             |
| 2006    | Avatar: The Last Airbender                     | Resistance Leader | 1 aflevering                |
| 2006    | The Emperor's New School                       | Pacha | 13 afleveringen             |
| 2006-08 | Ben 10                                         | Cannonbolt, Ripjaws, Guard #1, Ben 10,000, Way Big, Train Conductor, Security Guard, Convict, Coach Finn, Squire #1, Kappa Statue, Vendor, Thief #1, Tourist, Employee, Fungal Brain, Doomicus, Gladiator #2, Ripjaws, Soldier, Computer #2, Alarm, Policeman #1, Thief #2, Krakken, Bad Guy #1 | 23 afleveringen             |
| 2006-19 | Curious George                                 | Mr. Cutter, Mr. Wolf, Bert, Kurt | 2 afleveringen              |
| 2007    | Afro Samurai                                   | Shuzo, Juzo, Patron 5 | Korte serie, 2 afleveringen |
| 2007    | Camp Lazlo!                                    | Big Bear | 1 aflevering                |
| 2007    | Class of 3000                                  | The Beast | 1 aflevering                |
| 2007    | Codename: Kids Next Door                       | Cheese Shogun Roquefort | 1 aflevering                |
| 2007    | Random! Cartoons                               | Mr. Papier | 1 aflevering                |
| 2007-11 | Back at the Barnyard                           | The Farmer, Disembodied Voice, Trucker, Cameraman, Pro-Triangle Guy, Passenger Dog #2, Dr. Matt, Snail #1, Dalai Lama, German Scientist, Biker, Abraham Lincoln Airplane Pilot, Bear, Dragon Puppet, Dog #1, Caterpiller, British Guy, Rodeo Guard | 24 afleveringen             |
| 2008    | Making Fiends                                  | Toupee | 1 aflevering                |
| 2008-09 | Wolverine and the X-Men                        | Dr. Hank McCoy, Beast, The Hulk, Kodiak Noatak, Cain Marko, News Reporter, Juggernaut, Michael Baer, Blockbuster | 18 afleveringen             |
| 2008-10 | The Secret Saturdays                           | Komodo, Zon, Munya, Eterno, Basil Lancaster, Lemurian Face, Allegewi, Komodo Monday, Rhuizotl, Lead Agent | 29 afleveringen             |
| 2008-13 | The Garfield Show                              | Meerdere rollen | 5 afleveringen              |
| 2009    | Uncharted: Eye of Indra                        | Daniel Pinkerton | Mini-serie                  |
| 2009    | Chowder                                        | Florentine, Pretzelface, Pig Creature, Beardo, Norm, Tooth King, Bear | 3 afleveringen              |
| 2009-10 | Glenn Martin DDS                               | N/A | 2 afleveringen              |
| 2009-10 | Masha and the Bear                             | Sports Commentator, Santa Claus | 2 afleveringen              |
| 2009-11 | The Cleveland Show                             | 8-Bit Dustin Hoffman, Butterfly, Bill Cosby, Fan #1, Vinnie | 9 afleveringen              |
| 2009-13 | Phineas and Ferb                               | Hulk | 2 afleveringen              |
| 2010    | Adventure Time                                 | Manish Man | 1 aflevering                |
| 2010    | Sym-Bionic Titan                               | Realtor, Beast Soldier, Rebel #1 | 1 aflevering                |
| 2010    | Fish Hooks                                     | Worker, Cabbie | 1 aflevering                |
| 2010-11 | Ben 10: Ultimate Alien                         | Foreman, Surgeon, Hammer, Quince, Robot Guard, Staradisimus, Forever Knight #3 | 3 afleveringen              |
| 2010-11 | Batman: The Brave and the Bold                 | Arsenal, Mutant Master, Sgt. Rock, Bat Bots, Major Force, Cossack | 3 afleveringen              |
| 2010-12 | Hero Factory                                   | Jawblade, Thunder | 2 afleveringen              |
| 2010-12 | The Penguins of Madagascar                     | Gus, Toy Christmas Tree, Streetcorner Santa #1, Cameraman | 5 afleveringen              |
| 2010-12 | The Avengers: Earth's Mightiest Heroes         | The Hulk, Ben Grimm, The Thing, Franklin Hall, Graviton, Frost Giant, Jerome Beechman, Mandrill, Hulkbuster Pilot, Yon Rogg, SHIELD Agent, AIM Pilot, Comm Officer, Volstagg, Fenris Wolf, Kalum Lo, Red Hulk, AIM Drone #3, Skrull #1, TV Host, Officer Bendis | 31 afleveringen             |
| 2010-12 | Kick Buttowski: Suburban Daredevil             | Janitor | 2 afleveringen              |
| 2010-13 | Generator Rex                                  | NoFace, Providence Tech | 3 afleveringen              |
| 2010-13 | Planet Sheen                                   | Emperor, Bleen, Chocktow, Announcer, Zeenuian #2, Trapped Workman, Gwaltneys, Zeenuian #1, Hilda | 22 afleveringen             |
| 2010-13 | Scooby-Doo! Mystery Incorporated               | Workman #2, The Phantom, Announcer, Janitor, Rusty Gnales, Demon Dog, Guard #2, Gluten Monster, A.J. Schwartz | 5 afleveringen              |
| 2010-13 | Mad                                            | Meerdere rollen | 32 afleveringen             |
| 2011    | Star Wars: The Clone Wars                      | Tarpals | 1 aflevering                |
| 2011    | Fanboy & Chum Chum                             | Dream Narrator, Ghost, Balrog | 1 aflevering                |
| 2011-12 | Dan Vs.                                        | Hippie Captain, KLIE Announcer, Siberian Man, Sheriff | 3 afleveringen              |
| 2011-16 | Kung Fu Panda: Legends of Awesomeness          | Shifu, Gah-ri, Bao, Goat, Croc #1, Rhino Guard #1, Mayor Pig, Elderly Goat, Warrior #1, Duck Villager, Buffalo Trumpeter, Guard #1, Guard #2, Mongolian Fist Demon, Pig, Old Pig, Water Buffalo Thug, Announcer, Grim, Pants, Sheep Kid, Hopping Ghost, Fan, Villager, Merchant, Can-Shoo, Head Ox, Pig Farmer, Messenger Pig, Bandit, Thug, Business Ox | 76 afleveringen             |
| 2011-19 | SpongeBob SquarePants                          | Singing Tennessee Ernie Flounder, Singer | 2 afleveringen              |
| 2012    | Motorcity                                      | Antonio, Gang Member | 1 aflevering                |
| 2012-13 | TRON: Uprising                                 | Clu, Kevin Flynn | 4 afleveringen              |
| 2012-14 | Robot and Monster                              | Punch Morley, Moby, Prince of Scamtown, Actor #1, Radio Dispatcher, Announcer, Puppeteer, Shark, Generic, Police Officer, Criminal, Emcee, Megaphone Cop, Generic Male, Generic Mechanical, Audrey, Rainbow Wig, Micky the Axe, Ominous Voice, TV St. Crispy, Generic Dad, Loser, Worker #3, Stagehand | 16 afleveringen             |
| 2012-15 | Randy Cunningham: 9th Grade Ninja              | Sundown | 6 afleveringen              |
| 2012-15 | Gravity Falls                                  | Pituitor, The Gremloblin, Ogre | 6 afleveringen              |
| 2012-17 | Ultimate Spider-Man                            | Hulk, Crossbones, Police Officer, Announcer, Pulk, Cab Driver, Karnak, Black Bolt, Hydra Soldier, Shield-Head Carnage, Giant Carnage, Mr. Fix-It, Dragon Goon #1 | 17 afleveringen             |
| 2012-17 | Regular Show                                   | Muscle Dad, Bear, Goose, Goose Monster, Moose, Animals, 70s Guy #3, Frederico, Turkey, Farmer Jimmy, Werewolf, Karpov, President Davis, Aisa Goon 2, White Elephant, Announcer, Bogan, Luke, Waiter, Bro 1, East Pines Worker, Playco 1, Security Guard, Ted Nelson, Computer Guy, Barista, Apollo, Regular Guy, Gang Leader, Weird Guy, Guard, Chef, Big Angry Clerk, Lab Cart Guy, Craig, Jamaican Domer, Monster Plant, Prosecut-Ear, Chip Ear, Old Bat, Space Tree Guard #1, Gruff Bounty Hunter, Reptilian Bounty Hunter, Vampire, Vampire 2, Operator, Krampus, Space Santa, Black and White, Anti-Pops Guard | 28 afleveringen             |
| 2012-19 | Avengers Assemble                              | Hulk, Crossbones, Black Bolt, Troll Leader, Thunderball, Atlantean Warrior, Volstagg, Alien #3, Ringmaster, Atlantean Spy, Pasty Man, S.H.I.E.L.D. Agent, Guard #4, Subway Passenger, Crimson Dynamo, S.H.I.E.L.D. Tech #2, Nightmare Ultron, Berserker Hulk, Alien Gurd #1, Cabbie, A.I.M. Agent #3, Kangbot, Secret Service #2, Hydra Soldier, Jotunheim Beast | 90 afleveringen             |
| 2013    | Sanjay and Craig                               | Barfy, Man, Thug 1, Thug 3, Alien #2, Cameraman | 3 afleveringen              |
| 2013-14 | Monsters vs. Aliens                            | Voricarn, Red Tag Admin, Cook, Soldier #1, CatsVoricarn | 11 afleveringen             |
| 2013-14 | Mickey Mouse Shorts                            | Boiler, Sumo Wrestler | 4 afleveringen              |
| 2013-15 | Hulk and the Agents of S.M.A.S.H.              | Hulk, Herb, Ghost Rider, Astronaut #1, Golf Park Owner, Thunderball, Astronaut #2, Volstagg, Karnak, Grand Herald, Actor, Hiroim, Skrull #1, Xemnu, Wrecker, Dark Hulk, Sheriff, Maestro, Charon, Doombot, Dino #1, Hydra Soldier | 52 afleveringen             |
| 2013-16 | Archer                                         | Donald Zissner | 2 afleveringen              |
| 2013-16 | Wander Over Yonder                             | Masked Lord Dominator, Beast, Captain Tim, Snailman the Mailman, Fire Lion, King Draykor, Pit Monster, Race Announcer, Sproutling, Cyclops, Kragthar, Lost and Found Guy, Destructor, Thrax, Mooplexian, Frederick, Curator, Boss, Boss' Nephew, Captain Tim, Frankenstein | 24 afleveringen             |
| 2013-17 | Teenage Mutant Ninja Turtles                   | Rocksteady, Ivan Steranko, Homeless Guy, Fungus Humungous, Grom, Soldier, Pedestrian, TV Announcer, Skullface, Truck Driver, Masks | 21 afleveringen             |
| 2013-19 | Young Justice                                  | Slade Wilson, Deathstroke, Rex Mason, Ubu | 5 afleveringen              |
| 2014    | Turbo FAST                                     | Orangutan | 1 aflevering                |
| 2014    | BoJack Horseman                                | Meerdere rollen | 1 aflevering                |
| 2014    | Mixels                                         | Nixels, Slumbo, Major Nixel, Jawg, Murp | 6 afleveringen              |
| 2014    | Lords of War                                   | Ogre Leader | 1 aflevering                |
| 2014-16 | Breadwinners                                   | Breadmaker, Video Game Announcer, Pond Monster, Stankasaurus, Emerald Loaf, Duck Monster, Deep Voice, Giant Birthday Cake, Giant Underpants, Buttermilk, Duck Minister, Baby Bread Maker, Santa Crust | 20 afleveringen             |
| 2014-16 | TripTank                                       | Caller, Freddy Krueger, Pete, Thug 1, Thug 2, God, Alien #1, Zorgon, Judge, John Mayer, Anti-Moodle, Announcer, President, Reporter, TV Zargon | 12 afleveringen             |
| 2014-17 | Penn Zero: Part-Time Hero                      | Mr. Egsgard, Gorken | 25 afleveringen             |
| 2014-20 | Bubble Guppies                                 | Mr. Grouper | 22 afleveringen             |
| 2015    | Batman Unlimited                               | Solomon Grundy | 1 aflevering                |
| 2015    | Overwatch Origin Stories                       | Soldier: 76 | Mini-serie, 1 aflevering    |
| 2015    | Lego Scooby-Doo                                | Monsters | 3 afleveringen              |
| 2015    | Jake and the Never Land Pirates                | Monster 1, Monster 2, Monster 3 | 1 aflevering                |
| 2015-16 | The Mr. Peabody & Sherman Show                 | José Guapo, Winston Churchill, John Sutter, Robert Edwin Peary | 6 afleveringen              |
| 2015-17 | Pig Goat Banana Cricket                        | Thomas Jefferson, Mold, Skunkataur, Ranger Rex, Man, Guy, Professor, Weight Lifter, Jehosephat, Termites, Talking Pickle, Prisoner, Mecha Foot, Customer #2, Graveyard Gary, Tank, Turtle #2, Salesman, Mud Munchkins, Monkeys, Pickle, Pretty Panda, Portly Panda | 14 afleveringen             |
| 2015-17 | Be Cool, Scooby-Doo!                           | Mr. Howard, Yeti, Billy, Milton, Sorcerer, Big Guy, Swamp Monster, McFinn, Salomon, Dorsal Foot, Old Man Drummond, Potts, Jonathan, Scarecrow, Scary Man, Lead Viking Ghost, Police Officer, Ranger Mark, Dillingsly, Minus, Ape Man, Pizza O'Possum, Half-Beard Ghost, Oft-Injured Willy | 10 afleveringen             |
| 2015-17 | Harvey Beaks                                   | Monster, Swamp Monster, Farmer, Battery Guy, Flying Rock, Swamp Creature, Adult Male J, Diner, Johnny Tornado, Trident Man, Guy | 7 afleveringen              |
| 2015-18 | Sofia the First                                | Harrumph, Stable Master | 4 afleveringen              |
| 2015-18 | DC Super Hero Girls                            | Killer Croc, Solomon Grundy, Ares, Kryptomite, Perry the Parademon, Ace the Bathound | 22 afleveringen             |
| 2015-19 | Star vs. the Forces of Evil                    | Buff Frog, Talon Raventalon, Sloth Worker, Emmitt, Beard Deer, Sloth Employees, Quest Buy Sloth Clerks, Old Guy, Elephant Monster | 36 afleveringen             |
| 2015-20 | Wabbit: A Looney Tunes Production              | Yosemite Sam, Carl, Carl the Grim Rabbit, Terry the Dust Bunny, Computer Virus, Boss Troll, Bridge Troll 2, Santa Claus, Bear, Esther | 21 afleveringen             |
| 2015-20 | Blaze and the Monster Machines                 | Gasquatch, Crab Announcer, Crab 2, Squirrel | 4 afleveringen              |
| 2016    | Star Wars Rebels                               | Boss Yushyn, Mining Guild Guard | 1 aflevering                |
| 2016    | Clarence                                       | Phil, Cronie | 1 aflevering                |
| 2016    | Transformers: Robots in Disguise               | Saberhorn, Decepticon Guard 1, Night Watchman | 5 afleveringen              |
| 2016    | Overwatch Shorts                               | Soldier: 76 | Mini-serie, 1 aflevering    |
| 2016    | Sheriff Callie's Wild West                     | Benny, Guzzly Bear, Store Owner | 2 afleveringen              |
| 2016    | Lego Star Wars: The Freemaker Adventures       | BL-OX, Super Battle Droid #1 | 1 aflevering                |
| 2016    | StoryBots Super Songs                          | Bang | 5 afleveringen              |
| 2016    | Lego Jurassic World: The Indominus Escape      | Hoskins | Mini-serie, 5 afleveringen  |
| 2016    | Uncle Grandpa                                  | Tooth Fairy, Cloud Wizard | 2 afleveringen              |
| 2016    | LEGO Frozen Northern Lights                    | Ski Patrol Officer #1, Troll #1 | 1 aflevering                |
| 2016-17 | Skylanders Academy                             | Snap Shot, Sheep, Mysterious Dark Figure, Strykore | 5 afleveringen              |
| 2016-18 | Future-Worm!                                   | Anchovy Monster, Bionic Cow Monster, Squid-Face, Squid Teacher, Jorgoth, Hippo, Stab Killforce, Cyborg Businessman, Gem Genie | 5 afleveringen              |
| 2016-18 | Trollhunters: Tales of Arcadia                 | AAARRRGGHH!!!, Bagdwella, Señor Uhl, Principal, | 51 afleveringen             |
| 2016-18 | The Powerpuff Girls                            | Chef Schnitzel, Earth Plow | 14 afleveringen             |
| 2016-19 | Ask the StoryBots                              | Bang, Incus, Ned the Neutron | 21 afleveringen             |
| 2016-21 | The Loud House                                 | Bernie, Colonel Crackers, Farmer, Big Biker, Exterminator, Pool Manager #1, Manager, Game Announcer, Navy Seal #1, T-Bone, Sergei, Dad in the Van, Poetry Student 3, Police Officer, Security Guard, Biker Man #1, Bingo Caller, Senior | 11 afleveringen             |
| 2016-21 | Ben 10                                         | High Overdrive, Hydromander, Geezer Bob, Bob-Goblin King, Goblin #3, Fulmini #4, Alien X | 6 afleveringen              |
| 2017    | Jeff & Some Aliens                             | Zargon, Alien Overseer #2, Larry, Judge, Commercial VO, Alien Captive, Narrator, Jerry | 5 afleveringen              |
| 2017    | Tangled: The Series                            | Villager | 2 afleveringen              |
| 2017    | Ant-Man                                        | Whirlwind, David Cannon | Mini-serie, 1 aflevering    |
| 2017    | Billy Dilley's Super-Duper Subterranean Summer | Ogre, Sluggy, Giant Slug | Korte serie, 3 afleveringen |
| 2017    | Justice League Action                          | Solomon Grundy, Robot | 3 afleveringen              |
| 2017-18 | Lost in Oz                                     | General Guph, Jo, Velvet Rope, Green Trooper Nome, Witchlet, Utensian Spoon Man | 19 afleveringen             |
| 2017-18 | Marvel Future Avengers                         | Hulk, Red Guardian, Crossbones, Odin, Old Man | 27 afleveringen             |
| 2017-18 | Elena of Avalor                                | Water Spirit | 2 afleveringen              |
| 2017-19 | We Bare Bears                                  | Captain, Carl, Villain, Mountain Ranger | 5 afleveringen              |
| 2017-19 | Guardians of the Galaxy                        | Hulk, Max Modell, Trow Mah, Challenger #1, Customer, Gronk / Brutish Alien, Dangerous Convict #1, Son | 9 afleveringen              |
| 2017-19 | DuckTales                                      | Red Terra-Firmian, Theatre Manager, Mummy, Burrito Salesperson, Charybdis, Ligeia, Gyropudlians, Fisherman, Town Mayor, Townspeople, Bombie | 7 afleveringen              |
| 2017-20 | Spider-Man                                     | Max Modell, Hulk, Guard, Police Officer #1, Bystander, Trucker, Mr. Slott, Thug #1, Father, Stark Security, Vulture Force #2, Male Computer Voice, Answering Machine, Bystander Student, Lead Hydra Trooper, Middle Aged Man, Interviewer, Bank Manager, New Yorker #1, Beetle, Scientist #2, Robotic Voice, Lead Goblin, Crossbones, Symbiote | 37 afleveringen             |
| 2018    | Pickle and Peanut                              | Chugger | 1 aflevering                |
| 2018    | Lego Spider-Man Series                         | Hulk | 1 aflevering                |
| 2018    | The Adventures of Kid Danger                   | Rage, Popcorn Monster, Theater Employee, Rude Truck Driver, Teen in Car, Piper Beast | 3 afleveringen              |
| 2018    | Bravest Warriors                               | DJ Shap Fancybone, Tchod, Chief Pus Pus, Malien | 4 afleveringen              |
| 2018    | Trolls: The Beat Goes On!                      | Hank Montana | Korte serie, 1 aflevering   |
| 2018    | Little Big Awesome                             | Gluko, Mech Suit, Townsfolk, Snow Pile, Toddler Gluko, Kitten Guard, Hamburger, Pedestrian, Kitty Num Nums, Mountain, Mini Gluko, Giraffe Guy, Selfie Gluko, Goat | 13 afleveringen             |
| 2018    | Lego Star Wars: All-Stars                      | Ka-Pao, Mechanic #2 / Pilot, Stormtrooper Sergeant | 2 afleveringen              |
| 2018    | Bunnicula                                      | Chaos | 1 aflevering                |
| 2018    | Fancy Nancy                                    | Santa Claus | 1 aflevering                |
| 2018-19 | 3Below: Tales of Arcadia                       | AAARRRGGHH!!!, Señor Uhl, Neb | 19 afleveringen             |
| 2018-20 | Star Wars: Resistance                          | Bolza Grool, Orthog, Hapless Pilot, Narb, Random Pirate, Hapless Protestor, Stormtrooper #1 | 7 afleveringen              |
| 2018-20 | Rise of the Teenage Mutant Ninja Turtles       | Repo Mantis, Delivery Guy, Guardsman No.1/No.2, Owl, Gus, Garm, Freki | 9 afleveringen              |
| 2018-20 | Big Hero 6: The Series                         | Knox, Bessie Monster, Monser, Soul Patch Guy, Orso Knox, Monster Cub, Fermi, Curie | 6 afleveringen              |
| 2018-21 | Big City Greens                                | Daisy, Dark Star, Bulk, Greasy Gus | 6 afleveringen              |
| 2019    | The Epic Tales of Captain Underpants           | Furculees, Chief Hairococha, Keithicus, Rippedicus, Guardicus | 2 afleveringen              |
| 2019    | Ultraman                                       | Hayata | 2 afleveringen              |
| 2019    | Pinky Malinky                                  | Jim 1, Jim 2, Jimmy | 2 afleveringen              |
| 2019    | Miraculous: Tales of Ladybug & Cat Noir        | Rolland Dupain, Bakerix | 1 aflevering                |
| 2019    | Carmen Sandiego                                | Daddy Sterling | 1 aflevering                |
| 2019    | The Casagrandes                                | Ninja | 1 aflevering                |
| 2019    | Victor & Valentino                             | Chupacabra, Hoot, Cuddles, Mictlan, Farmer | 5 afleveringen              |
| 2019    | Green Eggs and Ham                             | Yes Man, Glurfsburg Cop 2, Emergency Worker 03, Proprietor 6, Grandpa, Flea, Boss, Shvizelton Neighbor 3 | 10 afleveringen             |
| 2019    | Costume Quest                                  | Norm, Grubbin Ty, Various Monsters, Ned Nougat, Announcer, Terrorcrow, Monster Crowd, Jeff aka Monster, Tree Monster, Store Owner, Monster Dog Walker Doyle, Person | 14 afleveringen             |
| 2019-20 | DC Super Hero Girls: Super Shorts              | Mr. Chapin, Commissioner Gordon, Burrito Vendor, Carney, Robber, TV Wrestling Announcer, Mailman, Vandal #2, Bank Robber, Victim, Car Driver 1, Wrestling Announcer, Bus Driver | 14 afleveringen             |
| 2019-20 | Lego City Adventures                           | N/A | 10 afleveringen             |
| 2019-20 | Archibald's Next Big Thing                     | The Scotchman, Crackerfoot, Parking Pirate | 3 afleveringen              |
| 2019-20 | Scooby-Doo and Guess Who?                      | Spectral Speedster, Rick Rowdy, Actor, Haggerty The Hotdog | 2 afleveringen              |
| 2019-21 | T.O.T.S.                                       | Uncle Terry, Santa Claus, Kyla's Father, Rudy's Dad #2 | 4 afleveringen              |
| 2019-21 | Fast & Furious Spy Racers                      | Omar, Sudarikov, Rusty, Bonegrinder, Neighborhood Guy, Guards, Office Workers | 7 afleveringen              |
| 2019-21 | Amphibia                                       | Soggy Joe, Stone Monster | 7 afleveringen              |
| 2019-21 | Looney Tunes Cartoons                          | Yosemite Sam, Taz, Gossamer, Devil, Santa, Sam Sheepdog, Zookeeper, Monkeybird, Robot, Santa Claus, Mugsy, Caesar, Judge | 13 afleveringen             |
| 2019-21 | Love, Death & Robots                           | Flynn, Dracula, Creature, TV Santa | 2 afleveringen              |
| 2019-21 | DC Super Hero Girls                            | Mr. Chapin, Commissioner Gordon, Ethel, Lucy, Thug, Young Man, Dexter, James Gordon | 16 afleveringen             |
| 2020    | Where's Waldo?                                 | Viking | 1 aflevering                |
| 2020    | Wizards                                        | AAARRRGGHH!!! | 7 afleveringen              |
| 2020    | Glitch Techs                                   | Tech Inspector | 1 aflevering                |
| 2020    | The Owl House                                  | Meerdere rollen | 4 afleveringen              |
| 2020    | Star Trek: Lower Decks                         | Lieutenant Shaxs, Vassery, Landru, Mixtus II Settler, Edosian Division 14 Officer, Levy | 10 afleveringen             |
| 2020    | The Mighty Ones                                | Mr. Ladybug, Rabbit, Wheezy, Crustacean, Mama Crustacean, Papa Crustacean, Jeff Berry, Prophetic Berry, Berry Patch, Dennis O'Clover, Matilda, Kitty Buck, Shroomy, Monster Worm, Old Bit, Chip, Dandy Danielson Dandelionson | 9 afleveringen              |
| 2020    | Pete the Cat                                   | Grumpy's Dad, Grampy's Dad | 2 afleveringen              |
| 2020    | Animaniacs                                     | Nils, Lobbyist, Ivan the Terrible, The Rat-sputin, Yakov, Demon Judge, Old Man, Benedict | 4 afleveringen              |
| 2020    | It's Pony                                      | Nut Guy, Voice Over Speaker, Salesperson 4, Mr. Van Winkle, Dispatcher, Zookeeper | 5 afleveringen              |
| 2020    | Bless the Harts                                | Henri Tomber | 1 aflevering                |
| 2020-21 | Close Enough                                   | Meerdere rollen | 4 afleveringen              |
| 2021    | Kid Cosmic                                     | Tuna Sandwich, Death Dog, Hamburg, People Eater, Corgor the Conquerer, Great Leader, Puffball, Gortho the Gargarian, Meep | 10 afleveringen             |
| 2021    | Solar Opposites                                | Zelvod | 1 aflevering                |
| 2021    | Baby Shark's Big Show!                         | Slobber Slug | 1 aflevering                |
| 2021    | Devil May Care                                 | President McKinley | 7 afleveringen              |
| 2021    | Teen Titans Go!                                | Thompson, Hafo, Safo, Frog King | 2 afleveringen              |
| 2021    | Rugrats                                        | Talking Screwdriver, Evil Game, Reptar | 3 afleveringen              |
| 2021-24 | What If...?                                    | Drax the Destroyer, Groot, Corvus Glaive, Volstagg, overige stemmen | 15 afleveringen             |
| 2022    | Marvel's Moon Girl and Devil Dinosaur          | Devil Dinosaurs | 1 aflevering                |
| 2022    | I Am Groot                                     | Drax the Destroyer en overige stemmen | 7 afleveringen              |
| 2025    | Eyes of Wakanda                                | Overige stemmen | 3 afleveringen              |

### Computerspellen
| Jaar | Titel                                                                              | Rol |
| ---- | ---------------------------------------------------------------------------------- | --- |
| 1998 | Big Action Construction                                                            | Mike Smith |
| 2002 | Mike's Monstrous Adventure                                                         | Skip |
| 2002 | X-Men: Next Dimension                                                              | Magneto, Eric Lensherr, Juggernaut |
| 2003 | X2: Wolverine's Revenge                                                            | Sabretooth, Juggernaut, Magneto |
| 2003 | Tales of Symphonia                                                                 | Meerdere rollen |
| 2003 | Rise to Honor                                                                      | N/A |
| 2003 | The Cat in the Hat                                                                 | Quinn |
| 2003 | Terminator 3: Rise of the Machines                                                 | Meerdere rollen |
| 2003 | Ghost Hunter                                                                       | Warden McCarthy, Priest, Redneck Sniper |
| 2004 | Forgotten Realms: Baldur's Gate - Dark Alliance II                                 | N/A |
| 2004 | Champions of Norrath: Realms of EverQuest                                          | N/A |
| 2004 | The Punisher                                                                       | Gnucci's, Russians |
| 2004 | Van Helsing                                                                        | Valerious |
| 2004 | The Bard's Tale                                                                    | N/A |
| 2004 | The Incredibles: When Danger Calls                                                 | Security Guards |
| 2004 | Spyro: A Hero's Tail                                                               | Bentley, Wally the Walrus |
| 2004 | Ratchet & Clank: Up Your Arsenal                                                   | Joe |
| 2004 | EverQuest II                                                                       | Ice Giants, Sgt. Fireiron, Guard Tugar |
| 2004 | Vampire: The Masquerade - Bloodlines                                               | David Hatter, Tommy, Gargoyle |
| 2004 | Metal Gear Solid 3: Snake Eater                                                    | DOD Official |
| 2004 | Viewtiful Joe 2                                                                    | Frost Tiger |
| 2004 | World of Warcraft                                                                  | Meryl Felstorm |
| 2004 | The SpongeBob Squarepants Movie                                                    | Meerdere rollen |
| 2004 | The Lord of the Rings: The Battle for Middle-Earth                                 | Haradrim |
| 2005 | Constantine                                                                        | N/A |
| 2005 | Robots                                                                             | Madame Gasket |
| 2005 | Narc                                                                               | Fish, Weapons Dealer, Thug |
| 2005 | God of War                                                                         | Poseidon, Greek Soldier, Fisherman |
| 2005 | Twisted Metal: Head-On                                                             | Marcus Kane, Sweet Tooth |
| 2005 | SWAT 4                                                                             | Andrew Taroone, Male Suspect #4, Allen Kruse |
| 2005 | Rise of the Kasai                                                                  | Meerdere rollen |
| 2005 | Jade Empire                                                                        | Captain Sen, Iron Soldier, Captain Ing |
| 2005 | Predator: Concrete Jungle                                                          | Bruno Borgia |
| 2005 | Guild Wars                                                                         | Meerdere rollen |
| 2005 | Madagascar                                                                         | Foosa Boss, Sailor, Darnell the Elephant |
| 2005 | Batman Begins                                                                      | Meerdere rollen |
| 2005 | Destroy All Humans!                                                                | Cop, Navy Admiral, Male Vocalizations |
| 2005 | Conker: Live & Reloaded                                                            | Narrator |
| 2005 | Fantastic Four                                                                     | Classic Thing |
| 2005 | Key of Heaven PSP                                                                  | Seidatsu |
| 2005 | Rogue Galaxy                                                                       | Dorgengoa, Sherio, King Albioth |
| 2005 | Night Watch                                                                        | N/A |
| 2005 | Naruto Uzumaki Chronicles                                                          | Monkey, Genin C, Tradesman |
| 2005 | The Incredible Hulk: Ultimate Destruction                                          | The Hulk |
| 2005 | Brave: The Search for Spirit Dancer                                                | Wendigo, Thunderbird, Sasquatch |
| 2005 | Rainbow Six: Lockdown                                                              | N/A |
| 2005 | Scooby-Doo! Unmasked                                                               | Joe Grimm, Zen Tuo, Ho Fong, Circus Strongman, Black Knight, Caveman, Chinese Zombie |
| 2005 | Evil Dead: Regeneration                                                            | Deadite 1, Deadite 7, Bloated Corpse, Rail Boss |
| 2005 | Viewtiful Joe: Battle Carnival                                                     | Frost Tiger, Joker |
| 2005 | Dungeons & Dragons: Dragonshard                                                    | N/A |
| 2005 | Age of Empires III                                                                 | Ivan the Terrible |
| 2005 | Call of Duty 2                                                                     | N/A |
| 2005 | Call of Duty 2: Big Red One                                                        | N/A |
| 2005 | The Matrix: Path of Neo                                                            | Agent Johnson, Roland, SWAT Soldier |
| 2005 | Gun                                                                                | Crude |
| 2005 | Neopets: The Darkest Faerie                                                        | King Skarl, Hubert, Torakar, Master Torak |
| 2005 | True Crime: New York City                                                          | N/A |
| 2005 | Pursuit Force                                                                      | Chief |
| 2005 | Yakuza                                                                             | Meerdere rollen |
| 2005 | Zatch Bell! Mamodo Fury                                                            | Demolt |
| 2005 | Metal Gear Solid 3: Subsistence                                                    | DOD Official |
| 2005 | Darkwatch: Curse of the West                                                       | Darkwatch Agent 2, Townie 2 |
| 2006 | Curious George                                                                     | Captain, Taxi Driver #1, Ivan, Reporter #1, Balloon Man |
| 2006 | Baten Kaitos Origins                                                               | Baelheit |
| 2006 | The Lord of the Rings: The Battle for Middle-earth II                              | Sauron, King Dain, Half-Trolls, Haradrim |
| 2006 | Ninety-Nine Nights                                                                 | N/A |
| 2006 | Guild Wars: Factions                                                               | Baron Mirek Vasberg |
| 2006 | Over the Hedge                                                                     | Dwayne the Exterminator, Rat #2 |
| 2006 | Heroes of Might and Magic V                                                        | Tribes of the East DLC |
| 2006 | Pirates of the Caribbean: The Legend of Jack Sparrow                               | Bosun, Koehler, Spanish Guard, Portuguese Soldier |
| 2006 | Titan Quest                                                                        | N/A |
| 2006 | Company of Heroes                                                                  | N/A |
| 2006 | God Hand                                                                           | Felix, Debussy, Villains |
| 2006 | Just Cause                                                                         | El Presidente Salvador Mendoza |
| 2006 | Family Guy Video Game!                                                             | Meerdere rollen |
| 2006 | Scooby-Doo: Who's Watching Who                                                     | Sheriff Buddy McDowd, Ghost of Redbeard, Mr. Samson |
| 2006 | Scarface: The World Is Yours                                                       | N/A |
| 2006 | Justice League Heroes                                                              | Creatures, Civilians |
| 2006 | Destroy All Humans! 2                                                              | KGB Agents, Cyclosporasis |
| 2006 | Nicktoons: Battle for Volcano Island                                               | Crab Sarge, Plant Bully, The Mawgu |
| 2006 | Marvel: Ultimate Alliance                                                          | Mephisto, Thunderball, Ulik, Warlord Krang |
| 2006 | The Sopranos: Road to Respect                                                      | N/A |
| 2006 | Gears of War                                                                       | Damon Baird, Locust Drone B, Victim #2 Stranded, Berserker |
| 2006 | Medieval II: Total War                                                             | N/A |
| 2006 | Resistance: Fall of Man                                                            | N/A |
| 2006 | Happy Feet                                                                         | Elder Penguin #2 |
| 2006 | Naruto Uzumaki Chronicles 2                                                        | Ibushi |
| 2006 | Jeanne d'Arc                                                                       | La Hire |
| 2006 | The Lord of the Rings: The Battle for Middle-earth II - The Rise of the Witch-king | Sauron, Dain Ironfoot, Half-Trolls |
| 2006 | Flushed Away                                                                       | The Toad |
| 2006 | Star Wars: Lethal Alliance                                                         | Darth Vader |
| 2006 | Blue Dragon                                                                        | General Szabo, Guard, Paches Town Elder |
| 2006 | Microsoft Flight Simulator X                                                       | Meerdere rollen |
| 2007 | World of Warcraft: The Burning Crusade                                             | Jan'alai, Kil'jaeden |
| 2007 | Ghost Rider                                                                        | Caretaker, Blade |
| 2007 | 300: March to Glory                                                                | Captain, Mardonius, Ephialtes |
| 2007 | Ghost Recon: Advanced Warfighter 2                                                 | N/A |
| 2007 | God of War II                                                                      | Typhon |
| 2007 | Scooby Doo!: Frights Camera Mystery!                                               | Sly Ripley, Chef |
| 2007 | Spider-Man 3                                                                       | Meerdere rollen |
| 2007 | Pirates of the Caribbean: At World's End                                           | Cursed Pirates |
| 2007 | Lair                                                                               | General Atta Kai, Prisoner, Farmer, Burner |
| 2007 | Fantastic Four: Rise of the Silver Surfer                                          | Terrax |
| 2007 | Transformers: The Game                                                             | Ratchet, Sideswipe |
| 2007 | Transformers: Decepticons                                                          | Ratchet |
| 2007 | Transformers: Autobots                                                             | Ratchet |
| 2007 | The Darkness                                                                       | Kamikaze Darkling |
| 2007 | BioShock                                                                           | N/A |
| 2007 | Guild Wars: Eye of the North                                                       | Odgen |
| 2007 | Skate.                                                                             | Meerdere rollen |
| 2007 | Halo 3                                                                             | Brutes |
| 2007 | Neverwinter Nights 2: Mask of the Betrayer                                         | Araman, NPC |
| 2007 | Conan                                                                              | Meerdere rollen |
| 2007 | Spider-Man: Friend or Foe                                                          | Sandman, Scorpion, Carnage |
| 2007 | Avatar: The Last Airbender - The Burning Earth                                     | Meerdere rollen |
| 2007 | Ben 10: Protector of Earth                                                         | Cannonbolt, Forever Knight |
| 2007 | Assassin's Creed                                                                   | Jubair Al-Hakim, Abu'l Nuqund, Jerusalem Interrogation Target |
| 2007 | Uncharted: Drake's Fortune                                                         | Descendants #1 |
| 2007 | Mass Effect                                                                        | Saren Arterius, Balak, General Septimus Oraka |
| 2007 | Universe at War: Earth Assault                                                     | General Randall Moore, Orlok |
| 2007 | The Golden Compass                                                                 | Bear, Samoyed, Tired Dockworker |
| 2007 | No More Heroes                                                                     | Dr. Shake, Randall Lovikov |
| 2007 | Lost Odyssey                                                                       | Technician |
| 2007 | Golden Axe: Beast Rider                                                            | N/A |
| 2008 | God of War: Chains of Olympus                                                      | Atlas, Persian King, Soldier |
| 2008 | Condemned 2: Bloodshot                                                             | Street Bum |
| 2008 | Valkyria Chronicles                                                                | Largo Potter |
| 2008 | Iron Man                                                                           | Obadiah Stane/Iron Monger, Maggia Soldier, Afghan Soldier, AIM President |
| 2008 | Speed Racer                                                                        | Nitro Venderhoss |
| 2008 | Kung Fu Panda                                                                      | Shifu |
| 2008 | Metal Gear Solid 4: Guns of the Patriots                                           | Beast |
| 2008 | The Incredible Hulk                                                                | Hulk |
| 2008 | ZEN Pinball                                                                        | N/A |
| 2008 | Ratchet & Clank Future: Quest for Booty                                            | The Bartender |
| 2008 | LEGO Batman: The Videogame                                                         | Bane, Hush |
| 2008 | The Rise of the Argonauts                                                          | N/A |
| 2008 | Avatar: The Last Airbender - Into the Inferno                                      | Fire Nation Soldier, Fire Nation Villager |
| 2008 | Saints Row 2                                                                       | Various |
| 2008 | The Legend of Spyro: Dawn of the Dragon                                            | Meadow |
| 2008 | Spider-Man: Web of Shadows                                                         | Rhino, Miscellaneous |
| 2008 | Command & Conquer: Red Alert 3                                                     | Assault Destroyer |
| 2008 | 007: Quantum of Solace                                                             | Henry Mitchell |
| 2008 | Madagascar: Escape 2 Africa                                                        | Maurice, Rico |
| 2008 | Tom Clancy's EndWar                                                                | N/A |
| 2008 | Kung Fu Panda: Legendary Warriors                                                  | Master Shifu, Baboon Boss, Yak Goon #2 |
| 2008 | Gears of War 2                                                                     | Damon Baird, Tai Kaliso, Locust Drone, Boomer |
| 2008 | Call of Duty: World at War                                                         | Nikolai Belinski |
| 2008 | World of Warcraft: Wrath of the Lich King                                          | Kologarn, Hodir, Crok Scourgebane |
| 2008 | Left 4 Dead                                                                        | Infected Sounds, Tank, Boomer |
| 2008 | Aion: The Tower of Eternity                                                        | N/A |
| 2008 | Prince of Persia                                                                   | The Mourning King |
| 2009 | Ninja Blade                                                                        | Businessman |
| 2009 | Watchmen: The End Is Nigh                                                          | N/A |
| 2009 | Prince of Persia: Epilogue                                                         | The Mourning King |
| 2009 | MadWorld                                                                           | Von Twirlenkiller, The Shamans, Big Long Driller |
| 2009 | Monsters vs. Aliens                                                                | General W.R. Monger |
| 2009 | Company of Heroes: Tales of Valor                                                  | Wilson, Pilot |
| 2009 | X-Men Origins: Wolverine                                                           | Meerdere rollen |
| 2009 | Bionic Commando                                                                    | Grunt1, Overwatch |
| 2009 | Terminator Salvation                                                               | Resistance Soldier |
| 2009 | Prototype                                                                          | Blackwatch Officer |
| 2009 | Ghostbusters                                                                       | Meerdere rollen |
| 2009 | Transformers: Revenge of the Fallen - Decepticons                                  | Grindor |
| 2009 | Transformers: Revenge of the Fallen                                                | Demolishor, Devastator, Grindor |
| 2009 | Shadow Complex                                                                     | Paramilitaries |
| 2009 | Batman: Arkham Asylum                                                              | Bane, Henchman #2, Carl Todd |
| 2009 | Marvel: Ultimate Alliance 2                                                        | Hulk, The Thing, Carnage, A-Bomb |
| 2009 | Cloudy with a Chance of Meatballs                                                  | Tim Lockwood |
| 2009 | Scooby Doo! First Frights                                                          | Baron von Richenstoof, Captain Bluebeard, Pete Smithers |
| 2009 | Halo 3: ODST                                                                       | Brute #3 |
| 2009 | Undead Knights                                                                     | Gloucester |
| 2009 | Ninja Gaiden Sigma 2                                                               | Marbus, Tengu |
| 2009 | Ratchet & Clank Future: A Crack in Time                                            | Libra, Agorian #1, Snowball |
| 2009 | Where the Wild Things Are                                                          | Bull |
| 2009 | Uncharted 2: Among Thieves                                                         | Guardian, Daniel Pinkerton |
| 2009 | Bolt                                                                               | N/A |
| 2009 | The Secret Saturdays: Beasts of the 5th Sun                                        | Zon, Komodo, Munya |
| 2009 | Astro Boy: The Video Game                                                          | President Stone |
| 2009 | League of Legends                                                                  | Mordekaiser |
| 2009 | Dragon Age: Origins                                                                | The Grand Oak, Swiftrunner, Cyrion, Wise Dwarf Male, Lothering Bandit |
| 2009 | Call of Duty: Modern Warfare 2                                                     | Meerdere rollen |
| 2009 | Naruto Shippuden: Clash of Ninja Revolution 3                                      | Meerdere rollen |
| 2009 | Left 4 Dead 2                                                                      | Infected, Tank, Boomer |
| 2009 | Assassin's Creed II                                                                | Mario Auditore |
| 2009 | Naruto Shippuden: Ultimate Ninja Heroes 3                                          | Kakuzu |
| 2009 | Final Fantasy XIII                                                                 | Cocoon Inhabitants |
| 2009 | Warhammer 40,000: Dawn of War II                                                   | Davian Thule, Dreadnought, Warlock Aurian, Additional Orks |
| 2010 | Darksiders                                                                         | Charred Council |
| 2010 | Dark Void                                                                          | Sarpa |
| 2010 | Valkyria Chronicles II                                                             | Jean Townshend, Largo Potter |
| 2010 | No More Heroes 2: Desperate Struggle                                               | Dr. Letz Shake |
| 2010 | Mass Effect 2                                                                      | Warden Kuril, Krogan Shaman, Weyrloc Clanspeaker, Polite Krogan |
| 2010 | End of Eternity                                                                    | Meerdere rollen |
| 2010 | BioShock 2                                                                         | Jean-Paul Beauregard |
| 2010 | Warhammer 40,000: Dawn of War II - Chaos Rising                                    | Thule, Araghast, Ulkair, Great Unclean One, Chaos Lord, Warlock, Bloodletter |
| 2010 | God of War III                                                                     | Ares, Barbarian King, Typhon |
| 2010 | Dead to Rights: Retribution                                                        | GAC, GAC Commander, SWAT |
| 2010 | Prince of Persia: The Forgotten Sands                                              | Ratash |
| 2010 | Alpha Protocol                                                                     | Henry Leland, Ali Shaheed, Terrorists |
| 2010 | APB: All Points Bulletin                                                           | N/A |
| 2010 | Transformers: War for Cybertron                                                    | Megatron, Ratchet, Omega Supreme, Trypticon, Motormaster |
| 2010 | Clash of the Titans                                                                | King Kepheus, King Satyros, Soldiers |
| 2010 | Crackdown 2                                                                        | N/A |
| 2010 | StarCraft II: Wings of Liberty                                                     | Zeratul, Rory Swann |
| 2010 | H.A.W.X.2                                                                          | N/A |
| 2010 | Spider-Man: Shattered Dimensions                                                   | Ultimate Carnage |
| 2010 | Legend of the Guardians: The Owls of Ga'Hoole                                      | Streak the Eagle, Pure Ones, Caged Owls |
| 2010 | The Lord of the Rings: Aragorn's Quest                                             | Meerdere rollen |
| 2010 | Ben 10 Ultimate Alien: Cosmic Destruction                                          | Terracotta Dragon, Terracotta General |
| 2010 | Naruto Shippuden: Ultimate Ninja Storm 2                                           | Kakuzu |
| 2010 | Vanquish                                                                           | Daniel Grassi |
| 2010 | Fallout: New Vegas                                                                 | Tabitha, Rhonda, Tour Guide, Mr. Janitor, Mr. Handy, Doctor Orderly |
| 2010 | Star Wars: The Force Unleashed II                                                  | Riot Trooper, Jumptrooper |
| 2010 | Megamind: Mega Team Unite                                                          | Destruction Worker |
| 2010 | Megamind                                                                           | Destruction Worker |
| 2010 | God of War: Ghost of Sparta                                                        | King Midas, Lanaeus, Zeus |
| 2010 | Call of Duty: Black Ops                                                            | Nikolai |
| 2010 | Assassin's Creed: Brotherhood                                                      | Mario Auditore |
| 2010 | Tron: Evolution - Battle Grids                                                     | Kevin Flynn, Clu |
| 2010 | World of Warcraft: Cataclysm                                                       | Ozruk, Baleroc |
| 2010 | Tron: Evolution                                                                    | Kevin Flynn, Clu |
| 2010 | Splatterhouse                                                                      | Miscellaneous Monsters |
| 2011 | Marvel vs. Capcom 3: Fate of Two Worlds                                            | Hulk |
| 2011 | Bulletstorm                                                                        | Skulls, Flytrap |
| 2011 | Rango                                                                              | Bad Bill, Shooter, Undead Zombie, Brawler #1, Mr. Timms, Jumper #1 |
| 2011 | Warhammer 40,000: Dawn of War II - Retribution                                     | Bloodletter, Space Marine Voice of God, Thule, Ulkair, Veldoran |
| 2011 | Dragon Age II                                                                      | Wryme, Yevhen |
| 2011 | Might & Magic Heroes VI                                                            | Kha-Beleth |
| 2011 | Kung Fu Panda 2                                                                    | Shifu |
| 2011 | Cartoon Network: Punch Time Explosion                                              | Vilgax, Aku, Ultimate Humongosaur |
| 2011 | Red Faction: Armageddon                                                            | Meerdere rollen |
| 2011 | Green Lantern: Rise of the Manhunters                                              | Manhunters |
| 2011 | Transformers: Dark of the Moon                                                     | Megatron, Ratchet, Bumblebee, Sideswipe |
| 2011 | Shadows of the Damned                                                              | Demons |
| 2011 | F.E.A.R. 3                                                                         | Phase Commander |
| 2011 | Rise of Nightmares                                                                 | Gregor |
| 2011 | Resistance 3                                                                       | Brawler |
| 2011 | Gears of War 3                                                                     | Damon Baird, Locust Drone, Locust Boomer, Thrashball Player #1 |
| 2011 | X-Men: Destiny                                                                     | Juggernaut |
| 2011 | Spider-Man: Edge of Time                                                           | J. Jonah Jameson, Rhino, Atrocity |
| 2011 | Rage                                                                               | N/A |
| 2011 | Skylanders: Spyro's Adventure                                                      | N/A |
| 2011 | Naruto Shippuden: Ultimate Ninja Impact                                            | Kakuzu |
| 2011 | Batman: Arkham City                                                                | Bane, Solomon Grundy, GCPD Officers, Inmates, Joker Thugs, Penguin Thugs, Two-Face Thugs, Harley Thugs |
| 2011 | Uncharted 3: Drake's Deception                                                     | Lt. Draza, Hired Thugs, Brute, Daniel Pinkerton, Serbian Soldier |
| 2011 | The Lord of the Rings: War in the North                                            | Agandaur |
| 2011 | Ultimate Marvel vs. Capcom 3                                                       | Hulk |
| 2011 | Kinect Disneyland Adventures                                                       | Fortune Red |
| 2011 | Halo: Combat Evolved Anniversary                                                   | Covenant A.I. |
| 2011 | Batman: Arkham City Lockdown                                                       | Solomon Grundy, Mr. Hammer |
| 2011 | Final Fantasy XIII-2                                                               | Meerdere rollen |
| 2011 | Star Wars: The Old Republic                                                        | Tarro Blood, Grand Marshal Cheketta, Adjudicator Refain, Annihilator 6K-A2, Ariavos, Captain Denal-Zon, Carnus, Chief Rannos, Commander Geland, Destris Veran, Fashk, General Ilic Nadab, Gormak, Gradak Ungan, Houk, Hull, Hutt, Jawa, Jek Kardan, King Sethun, Master Ogan-Dei, Nodin-Fe, Paus, Pevthak-Fra, Senator Arnus, Sheriff Encot, Teeno, The Infernal One, TuMarr, Valen-Da, Vendor, Waxx, Wesner |
| 2012 | Madagascar 3: The Video Game                                                       | Maurice |
| 2012 | Armored Core V                                                                     | Ray 'RD' Dominato, City Police Officer C, Zodiac No. 1 |
| 2012 | Prototype 2                                                                        | Meerdere rollen |
| 2012 | Syndicate                                                                          | Meerdere rollen |
| 2012 | Metal Gear Solid: Snake Eater 3D                                                   | DOD Official |
| 2012 | Naruto Shippuden: Ultimate Ninja Storm Generations                                 | Kakuzu, Gato |
| 2012 | Mass Effect 3                                                                      | Captain Ka'hairal Balak, General Septimus Oraka, Jorgal Thurak, Krogan Shaman |
| 2012 | Kid Icarus: Uprising                                                               | Magnus, Poseidon |
| 2012 | Kingdom Hearts 3D: Dream Drop Distance                                             | Kevin Flynn, CLU |
| 2012 | Kinect Star Wars                                                                   | Red 4, Dud Bolt, Sun Guard 2, TrandoshanCon, TrandoshanFlu, TrandoshanMeI |
| 2012 | Starhawk                                                                           | Major Jonas Clayton, Crowd, Rifters |
| 2012 | Diablo III                                                                         | Meerdere rollen |
| 2012 | Lollipop Chainsaw                                                                  | Meerdere rollen |
| 2012 | LEGO Batman 2: DC Super Heroes                                                     | Clayface, Killer Croc, Man-Bat, Black Manta, Black Adam |
| 2012 | Marvel Pinball: Avengers Chronicles                                                | N/A |
| 2012 | The Amazing Spider-Man                                                             | Rhino, OSCORP Security |
| 2012 | Anarchy Reigns                                                                     | Newscaster |
| 2012 | Infex                                                                              | IngenBio Scientist |
| 2012 | Darksiders II                                                                      | Basileus, Frostbane, Belial, The Soul Arbiter, Blackroot, Undead General, Wailing Host |
| 2012 | Transformers: Fall of Cybertron                                                    | Megatron, Metroplex, Ratchet |
| 2012 | Guild Wars 2                                                                       | Mad King Thorn, Charr Aetherblade, Norn, Ogden Stonehealer, Kralkatorrik |
| 2012 | World of Warcraft: Mists of Pandaria                                               | Xin the Weaponmaster, Rak'gor Bloodrazor, Eitrigg |
| 2012 | Resident Evil 6                                                                    | Enemies |
| 2012 | Skylanders: Giants                                                                 | Slam Bam, Zook, Warnado |
| 2012 | Transformers Prime: The Game                                                       | Dreadwing, Vehicon Helicopter, Vehicon Tank |
| 2012 | Marvel Avengers: Battle for Earth                                                  | Hulk, Dr. Doom |
| 2012 | Assassin's Creed III                                                               | Nicholas Biddle |
| 2012 | Halo 4                                                                             | Meerdere rollen |
| 2012 | LEGO The Lord of the Rings                                                         | Incidental Dwarves, Incidental Uruk-hai |
| 2012 | Call of Duty: Black Ops II                                                         | Maxis, Survivor 1, Survivor 2 |
| 2012 | Epic Mickey 2: The Power of Two                                                    | N/A |
| 2012 | Rise of the Guardians: The Video Game                                              | North |
| 2012 | Family Guy: Back to the Multiverse                                                 | Meerdere rollen |
| 2013 | Sly Cooper: Thieves in Time                                                        | The Grizz, Owl Guard, Sabertooth Guard, Penguin |
| 2013 | Naruto Shippuden: Ultimate Ninja Storm 3                                           | Eight-Tails, Kakuzu, The Third Raikage |
| 2013 | StarCraft II: Heart of the Swarm                                                   | Zeratul, Rory Swann |
| 2013 | God of War: Ascension                                                              | Hades, Civilian, Sailor |
| 2013 | Gears of War: Judgment                                                             | Damon Baird |
| 2013 | Star Wars: The Old Republic - Rise of the Hutt Cartel                              | Tanno Vik, Chief Hurkwill, Doctor Oggurobb, GenoHaradan, Rebel, Regulator Captain |
| 2013 | Injustice: Gods Among Us                                                           | Solomon Grundy, Bane |
| 2013 | Fuse                                                                               | Raven Guard, Grigori |
| 2013 | Grid 2                                                                             | N/A |
| 2013 | Marvel Heroes                                                                      | Hulk, Juggernaut, Blob, Mandarin, Beast |
| 2013 | The Last of Us                                                                     | Meerdere rollen |
| 2013 | Deadpool                                                                           | Cable, Blockbuster, Earthquaker |
| 2013 | Dota 2                                                                             | Disruptor, Spirit Breaker, Treant Protector, Undying, Ursa, Warlock's Golem |
| 2013 | Disney Infinity                                                                    | Sheriff / Monstrous Citizen |
| 2013 | The Bureau: XCOM Declassified                                                      | Muton |
| 2013 | The Wonderful 101                                                                  | James Shirogane, Chewgi |
| 2013 | Call of Duty: Origins                                                              | Nikolai Belinski, Ludvig Maxis |
| 2013 | Infinity Blade III                                                                 | Meerdere rollen |
| 2013 | Skylanders: Swap Force                                                             | Slam Bam, Warnado, Zook, Fiznik |
| 2013 | Wipeout: Create & Crash                                                            | Hazel Von Robonuts, Dr. Werewolf, Zombie Guy |
| 2013 | Nickelodeon Teenage Mutant Ninja Turtles                                           | Dogpound |
| 2013 | LEGO Marvel Super Heroes                                                           | Beast, Bruce Banner/Hulk, Doctor Doom, Red Hulk, Volstagg |
| 2013 | Batman: Arkham Origins - Blackgate                                                 | Solomon Grundy |
| 2013 | Batman: Arkham Origins                                                             | Criminals, Prisoners, Penguin Thugs |
| 2013 | Ratchet & Clank: Into the Nexus                                                    | Neftin Prog, Mr. Eye |
| 2013 | Knack                                                                              | Morgack |
| 2013 | Lightning Returns: Final Fantasy XIII                                              | Meerdere rollen |
| 2013 | Dead Rising 3                                                                      | N/A |
| 2013 | République                                                                         | Mammoth |
| 2014 | The Last of Us: Left Behind                                                        | Meerdere rollen |
| 2014 | Hearthstone: Heroes of Warcraft                                                    | N/A |
| 2014 | Infamous: Second Son                                                               | Angel, Demon |
| 2014 | Smite                                                                              | N/A |
| 2014 | Diablo III: Reaper of Souls                                                        | Monster Voice Effects |
| 2014 | The Elder Scrolls Online                                                           | Meerdere rollen |
| 2014 | The Amazing Spider-Man 2                                                           | J. Jonah Jameson |
| 2014 | Ace Combat Infinity                                                                | Meerdere rollen |
| 2014 | WildStar                                                                           | Jariel the Archon, Drokk, Megalith, Visceralus, Hydroflux, Holo-Crypt, Squirg Hat, Stormtalon, Scout Malius |
| 2014 | Transformers: Rise of the Dark Spark                                               | Megatron, Ratchet |
| 2014 | The Sims 4                                                                         | Sim |
| 2014 | Destiny                                                                            | City Civilian, Xûr, Ancient Firewall |
| 2014 | Spider-Man Unlimited                                                               | Mysterio |
| 2014 | Naruto Shippuden: Ultimate Ninja Storm Revolution                                  | Kakuzu, The Third Raikage |
| 2014 | Disney Infinity: Marvel Super Heroes                                               | The Hulk |
| 2014 | Bayonetta 2                                                                        | Valiance |
| 2014 | Middle-earth: Shadow of Mordor                                                     | Gorvin, Nemesis Orcs |
| 2014 | Skylanders: Trap Team                                                              | Snap Shot, Cuckoo Clocker, Slam Bam, Warnado, Zook |
| 2014 | Sunset Overdrive                                                                   | Two-Hat Jack |
| 2014 | Call of Duty: Advanced Warfare                                                     | Meerdere rollen |
| 2014 | LEGO Batman 3: Beyond Gotham                                                       | Black Adam, Solomon Grundy, Killer Croc, Black Manta, Frankenstein |
| 2014 | World of Warcraft: Warlords of Draenor                                             | Monster Vocal Effects |
| 2014 | Halo: The Master Chief Collection                                                  | Brutes |
| 2015 | Code Name: S.T.E.A.M.                                                              | Lion, Narrator |
| 2015 | Battlefield: Hardline                                                              | Tony Alpert |
| 2015 | Infinite Crisis                                                                    | Doomsday, Gaslight Joker |
| 2015 | Star vs the Dungeon of Evil                                                        | Buff Frog |
| 2015 | Mortal Kombat X                                                                    | Torr, Tremor |
| 2015 | Heroes of the Storm                                                                | Zeratul |
| 2015 | LEGO Jurassic World                                                                | Dennis Nedry, Paddock Worker Ray |
| 2015 | Batman: Arkham Knight                                                              | Militia |
| 2015 | King's Quest                                                                       | Olfie, Stone Goblin, Stone Goblin King |
| 2015 | Disney Infinity 3.0                                                                | The Hulk |
| 2015 | Mad Max                                                                            | Abdominous |
| 2015 | Skylanders: SuperChargers                                                          | Snap Shot, Slam Bam, Warnado, Zook, Dragon Hunter |
| 2015 | Star Wars: The Old Republic - Knights of the Fallen Empire                         | Tanno Vik, Doctor Oggurobb, Berusal, Dominaire, Exalted, Zakuul Exile |
| 2015 | Halo 5: Guardians                                                                  | Meerdere rollen |
| 2015 | Call of Duty: Black Ops III                                                        | Nikolai Belinski, Ludvig Maxis |
| 2015 | StarCraft II: Legacy of the Void                                                   | Zeratul, Swann, Marauder |
| 2015 | Star Wars Battlefront                                                              | N/A |
| 2015 | Fat Princess Adventures                                                            | The Music Box, Militia Leader |
| 2015 | Mortal Kombat Mobile                                                               | Tremor, Torr |
| 2015 | Gears of War: Ultimate Edition                                                     | Damon Baird, Locust Drone B, 'Victim #2' Stranded, Beserker |
| 2015 | LEGO Dimensions                                                                    | Manish Man |
| 2015 | Uncharted: The Nathan Drake Collection                                             | Descendants, Serbian Soldiers, Guardians, Hired Thugs, Brute |
| 2016 | Teenage Mutant Ninja Turtles: Portal Power                                         | Rocksteady, Ice Bear |
| 2016 | Lego Marvel's Avengers                                                             | Volstagg, Ares, Strucker Henchmen |
| 2016 | Der Eisendrache                                                                    | Nikolai Belinski |
| 2016 | Naruto Shippuden: Ultimate Ninja Storm 4                                           | Kakuzu, Hagoromo Otsutsuki, The Third Raikage |
| 2016 | Marvel Avengers Academy                                                            | Red Hulk |
| 2016 | Master of Orion: Conquer the Stars                                                 | Bulrathi Emperor, Silicoid Emperor |
| 2016 | StarCraft II: Nova Covert Ops                                                      | Swann |
| 2016 | Ratchet & Clank                                                                    | Felton Razz, Shiv Helix, Blarg #1 |
| 2016 | Zetsubou No Shima                                                                  | Nikolai Belinski |
| 2016 | Teenage Mutant Ninja Turtles: Mutants in Manhattan                                 | Rocksteady, Slash, Stone Warriors |
| 2016 | Overwatch                                                                          | Soldier: 76 |
| 2016 | Edge of Nowhere                                                                    | Creatures, The Great One |
| 2016 | Mirror's Edge Catalyst                                                             | Meerdere rollen |
| 2016 | Mighty No. 9                                                                       | Mighty No. 4 |
| 2016 | Gorod Krovi                                                                        | Nikolai Belinski |
| 2016 | World of Warcraft: Legion                                                          | Mo'arg Brute, Fel Commander Igrius, Meryl Felstorm, Grash |
| 2016 | Call of Duty: Revelations                                                          | Nikolai Belinski |
| 2016 | Masquerada: Songs and Shadows                                                      | Brekken Tarius, Portieri |
| 2016 | Mafia III                                                                          | Meerdere rollen |
| 2016 | Gears of War 4                                                                     | Damon Baird, Richard Dalmore, Deebees, Speaker, Swarm |
| 2016 | Skylanders: Imaginators                                                            | Snap Shot, Starcast, Grave Clobber, Imaginators |
| 2016 | World of Final Fantasy                                                             | Bahamut |
| 2016 | Titanfall 2                                                                        | Captain Tai Lastimosa |
| 2016 | Call of Duty: Modern Warfare Remastered                                            | Russian Officer |
| 2016 | Call of Duty: Infinite Warfare                                                     | Mephistopheles |
| 2016 | Final Fantasy XV                                                                   | Biggs Callux |
| 2016 | Star Wars: The Old Republic - Knights of the Eternal Throne                        | Takkan Russco |
| 2016 | Let It Die                                                                         | COEN |
| 2016 | Batman: Return to Arkham                                                           | Bane, Solomon Grundy, Mr. Hammer Abramovic, Henchman #2, Carl Todd, Inmates, Joker Lieutenants |
| 2016 | Assassin's Creed: The Ezio Collection                                              | Mario Auditore |
| 2017 | For Honor                                                                          | Viking Warlord Stigandr |
| 2017 | The Elder Scrolls: Legends                                                         | N/A |
| 2017 | Injustice 2                                                                        | Bane, Martin Stein, Swamp Thing |
| 2017 | Zombies Chronicles                                                                 | Nikolai Belinski |
| 2017 | Star Trek: Bridge Crew                                                             | Starfleet Admiral |
| 2017 | The Elder Scrolls Online: Morrowind                                                | Meerdere rollen |
| 2017 | Crash Bandicoot: N. Sane Trilogy                                                   | Dingodile, Koala Kong, Komodo Joe, Komodo Moe |
| 2017 | Minecraft: Story Mode - Season 2                                                   | Jack, Brick, Fred |
| 2017 | Fortnite                                                                           | Lars |
| 2017 | LawBreakers                                                                        | Nash |
| 2017 | Agents of Mayhem                                                                   | Marcus Longinus, The Morningstar |
| 2017 | XCOM 2: War of the Chosen                                                          | Soldier |
| 2017 | Destiny 2                                                                          | Xur, Male Extras |
| 2017 | Marvel vs. Capcom: Infinite                                                        | The Hulk, Ghost Rider |
| 2017 | Middle-earth: Shadow of War                                                        | Ranger, Helm Hammerhand, Nemesis Ologs |
| 2017 | Wolfenstein II: The New Colossus                                                   | Curtis Everton, Demont Conway, Kevin Bannon |
| 2017 | Call of Duty: WWII                                                                 | N/A |
| 2017 | Star Wars: Battlefront II                                                          | Acting Talent |
| 2017 | Kingdom Hearts HD 2.8 Final Chapter Prologue                                       | Kevin Flynn, CLU |
| 2018 | God of War                                                                         | Meerdere rollen |
| 2018 | Lego The Incredibles                                                               | N/A |
| 2018 | Thief of Thieves                                                                   | Bogdan Losev |
| 2018 | Marvel Powers United VR                                                            | Hulk, Black Bolt |
| 2018 | World of Warcraft: Battle for Azeroth                                              | Eitrigg, High Commander Halford Wyrmbane, Lord Waycrest, Vorrik |
| 2018 | Spider-Man                                                                         | Rhino |
| 2018 | Call of Duty: Black Ops 4                                                          | Nikolai Belinski, Nikolai Belinski Ultimis, High Priest, Sergei, Sergei Kozi, Yuri Zavoyski, Dr. Maxis |
| 2018 | Lego DC Super-Villains                                                             | Solomon Grundy, Clayface, Doomsday, Killer Croc, Ares, Black Adam, Black Manta, Perry White, Swamp Thing |
| 2018 | Marvel Battle Lines                                                                | Hulk |
| 2018 | Spyro Reignited Trilogy                                                            | Isaak, Maximos |
| 2018 | Fallout 76                                                                         | Rough Male, Daniel Hornwright, Chef Milo, Captain Fields, Dylan Rhodes, Hal Gleeson |
| 2018 | Darksiders III                                                                     | Gluttony, Wrath, Charred Council |
| 2018 | Artifact                                                                           | Sven, Treant Protector, Ursa, Keefe the Bold |
| 2018 | Command and Conquer: Rivals                                                        | N/A |
| 2018 | Judgment                                                                           | Kyohei Hamura |
| 2019 | Metro Exodus                                                                       | Slave, Teacher, Cannibal, Bandit |
| 2019 | Sekiro: Shadows Die Twice                                                          | Doujun, Jinzaemon Kumano |
| 2019 | Ancient Evil                                                                       | Alcaeus, Gegenees |
| 2019 | Bloodstained: Ritual of the Night                                                  | Benjamin Judd |
| 2019 | Crash Team Racing: Nitro-Fueled                                                    | Dingodile, Komodo Joe, Penta Penguin, Komodo Moe, Koala Kong, King Chicken, Mega-Mix |
| 2019 | Alpha Omega                                                                        | Ultimis Nikolai Belinski, Primis Nikolai Belinski |
| 2019 | Marvel Ultimate Alliance 3: The Black Order                                        | Hank McCoy, Beast, Ghost Rider, Hulk |
| 2019 | Marvel Dimension of Heroes                                                         | Hulk |
| 2019 | Gears 5                                                                            | Damon Baird, Deebees, Swarm Drones, NPCs |
| 2019 | Tag der Toten                                                                      | Ultimis Nikolai, Primis Nikolai |
| 2019 | Asgard's Wrath                                                                     | Thor, Frodi, Hel's Undead Army, Thor's Conquerors |
| 2019 | Star Wars: The Old Republic - Onslaught                                            | Master Gnost-Dural |
| 2019 | Call of Duty: Modern Warfare                                                       | Chimera Team Leader, Lerch |
| 2019 | Death Stranding                                                                    | Mules |
| 2019 | Star Wars Jedi: Fallen Order                                                       | Voice Talent |
| 2019 | Darksiders Genesis                                                                 | Belial, Angry Head, Legion Siege Master |
| 2020 | Yakuza: Like a Dragon                                                              | Toshio Arakawa |
| 2020 | Final Fantasy VII Remake                                                           | Don Corneo |
| 2020 | The Last of Us Part II                                                             | Meerdere rollen |
| 2020 | Ghost of Tsushima                                                                  | Meerdere rollen |
| 2020 | Trollhunters: Defenders of Arcadia                                                 | AAARRRGGHH!!!, Gunmar, Blinky, Badgwella, Vendel |
| 2020 | Crash Bandicoot 4: It's About Time                                                 | Dingodile, Akano, Happy Ika-Ika |
| 2020 | Spider-Man: Miles Morales                                                          | Rhino |
| 2020 | Bugsnax                                                                            | Wambus Troubleham, Spuddy, Daddy Cakelegs |
| 2020 | World of Warcraft: Shadowlands                                                     | Monsters |
| 2020 | Call of Duty: Modern Warfare 2 Campaign Remastered                                 | Meerdere rollen |
| 2021 | Crash Bandicoot: On the Run!                                                       | Dingodile, Koala Kong |
| 2021 | Mass Effect: Legendary Edition                                                     | Saren Arterius |
| 2021 | Ratchet & Clank: Rift Apart                                                        | Meerdere rollen |
| 2021 | Dungeons & Dragons: Dark Alliance                                                  | Hagedorn |
| 2022 | Lego Star Wars: The Skywalker Saga                                                 | Darth Vader |

### Films (liveaction)
| Jaar | Titel                                     | Rol                                  | Opmerkingen              |
| ---- | ----------------------------------------- | ------------------------------------ | ------------------------ |
| 1982 | Dragon Lord                               | N/A                                  | Nasynchronisatie         |
| 1983 | Project A                                 | N/A                                  | Nasynchronisatie         |
| 1986 | A Man Called Hero                         | Bailey                               | Nasynchronisatie         |
| 1987 | Project A Part II                         | N/A                                  | Nasynchronisatie         |
| 1993 | The Heroic Trio                           | Kau                                  | Nasynchronisatie         |
| 1993 | Fong Sai-Yuk II                           | N/A                                  | Nasynchronisatie         |
| 1994 | Fist of Legend                            | N/A                                  | Nasynchronisatie         |
| 1995 | My Father is a Hero                       | N/A                                  | Nasynchronisatie         |
| 1995 | High Risk                                 | Kong                                 | Nasynchronisatie         |
| 1996 | Iron Monkey 2                             | Jade Tiger                           | Nasynchronisatie         |
| 1999 | Foolish                                   | Sammy Davis                          |                          |
| 2004 | Team America: World Police                | Samuel L. Jackson                    | Stem                     |
| 2006 | Wrestlemaniac                             | El Mascarado                         | Nasynchronisatie         |
| 2006 | Charlotte's Web                           | Sheep Group                          | Stem                     |
| 2007 | Dead Silence                              | Clown                                | Stem                     |
| 2007 | Enchanted                                 | Troll                                | Stem                     |
| 2007 | Beowulf                                   | Voice Performer                      | Stem                     |
| 2008 | The Incredible Hulk                       | The Hulk, Abomination                | Stem, niet op aftiteling |
| 2011 | Hellraiser: Revelations                   | Pinhead                              | Stem                     |
| 2013 | Star Trek: Into Darkness                  | Meerdere rollen                      | Stem                     |
| 2014 | Zombeavers                                | Zombeaver Sounds                     | Stem                     |
| 2015 | The Week                                  | Torsten Schroeder                    |                          |
| 2015 | Star Wars: Episode VII: The Force Awakens | Niima Scavenger, Forest Stormtrooper | Stem, niet op aftiteling |
| 2016 | The Huntsman: Winter's War                | Mirror Man                           |                          |
| 2016 | Rescue Dogs                               | Hambone                              | Stem                     |
| 2017 | Power Rangers                             | Goldar, Putties                      | Stem                     |
| 2017 | Resident Evil: Vendetta                   | Diego Gomez                          |                          |
| 2017 | Annabelle: Creation                       | Demon                                | Stem                     |
| 2018 | A-X-L                                     | AXL                                  | Stem                     |
| 2019 | Shazam!                                   | Sin                                  | Stem                     |
| 2021 | Army of the Dead                          | Zombie Vocals                        | Stem                     |

### Korte films (liveaction)
| Jaar | titel                               | Rol                         |
| ---- | ----------------------------------- | --------------------------- |
| 1987 | Star Tours                          | Darth Vader                 |
| 2011 | Star Tours: The Adventures Continue | Darth Vader, Gungan Captain |
| 2013 | The Caper Kind/Swiss Mistake        | Hans Gutenhagen             |

### Series (liveaction)
| Jaar      | Titel                                 | Rol                                                          | Opmerkingen                            |
| --------- | ------------------------------------- | ------------------------------------------------------------ | -------------------------------------- |
| 2006      | Days of our Lives                     | Weather Reporter                                             | 2 afleveringen                         |
| 2007      | Tim and Eric Awesome Show, Great Job! | Friendy, Hacky Sack Extreme Announcer                        | Stem, 2 afleveringen                   |
| 2013      | Kings of Crash                        | N/A                                                          | Stem, 5 afleveringen                   |
| 2013      | Big Time Rush                         | Lizardian Leader, Pilot, Agent                               | Stem, 1 aflevering                     |
| 2015      | Mom                                   | Canister                                                     | Stem, 1 aflevering                     |
| 2015      | Talking Voices                        | Interviewee                                                  | 1 aflevering                           |
| 2015      | The Madden 16                         | Announcer, Rex Ryan                                          | Stem                                   |
| 2017      | Adam Ruins Everything                 | Invitation to a Beheading, Headless Horseman, Ambrose Bierce | Stem, 1 aflevering                     |
| 2017-19   | The Orville                           | Krill Voice                                                  |                                        |
| 2018      | The X-Files                           | Alien                                                        | Stem, 1 aflevering, niet op aftiteling |
| 2018      | Supernatural                          | Colonel Sanders, Phantasm                                    | Stem, 1 aflevering                     |
| 2021      | Jupiter's Legacy                      | Meerdere rollen                                              | Stem, 3 afleveringen                   |
| 2024-2025 | Star Wars: Skeleton Crew              | Brutus                                                       | Stem, 6 afleveringen                   |

## Prijzen
| Jaar | Prijs         | Categorie                                                                                                 | Resultaat   |
| ---- | ------------- | --- | ----------- |
| 2008 | NAVGTR Awards | Supporting Performance in a Drama; Mass Effect                                                            | Genomineerd |
| 2012 | BTVA Awards   | Best Male Vocal Performance in an Anime Title in a Supporting Role; Naruto: Shippûden                     | Genomineerd |
| 2013 | BTVA Awards   | Best Vocal Ensemble in a TV Special/Direct-to-DVD Title or Short; Superman vs. The Elite                  | Genomineerd |
| 2013 | BTVA Awards   | Best Vocal Ensemble in a Television Series - Action/Drama; Thundercats                                    | Genomineerd |
| 2013 | BTVA Awards   | Best Vocal Ensemble in a New Television Series; Robot and Monster                                         | Genomineerd |
| 2013 | BTVA Awards   | Best Vocal Ensemble in a Television Series - Action/Drama; The Avengers: Earth's Mightiest Heroes         | Genomineerd |
| 2013 | BTVA Awards   | Best Vocal Ensemble in a Video Game; Transformers: Fall of Cybertron                                      | Genomineerd |
| 2013 | BTVA Awards   | Best Vocal Ensemble in a Video Game; Kid Icarus: Uprising                                                 | Genomineerd |
| 2013 | BTVA Awards   | Best Vocal Ensemble in a Video Game; Darksiders II                                                        | Genomineerd |
| 2013 | BTVA Awards   | Best Male Vocal Performance in a Video Game; Transformers: Fall of Cybertron                              | Genomineerd |
| 2014 | BTVA Awards   | Best Vocal Ensemble in a TV Special/Direct-to-DVD Title or Short; Scooby-Doo! Mask of the Blue Falcon     | Genomineerd |
| 2014 | BTVA Awards   | Best Vocal Ensemble in a Video Game; The Wonderful 101                                                    | Genomineerd |
| 2014 | BTVA Awards   | Best Vocal Ensemble in a New Television Series; Avengers Assemble                                         | Genomineerd |
| 2014 | BTVA Awards   | Best Vocal Ensemble in a Video Game; Injustice: Gods Among Us                                             | Genomineerd |
| 2014 | BTVA Awards   | Voice Actor of the Year                                                                                   | Genomineerd |
| 2015 | BTVA Awards   | Best Vocal Ensemble in a Television Series - Comedy/Musical; Kung Fu Panda: Legends of Awesomeness        | Genomineerd |
| 2015 | BTVA Awards   | Best Vocal Ensemble in a Television Series - Action/Drama; Hulk and the Agents of S.M.A.S.H.              | Genomineerd |
| 2015 | BTVA Awards   | Best Vocal Ensemble in a Video Game; Bayonetta 2                                                          | Genomineerd |
| 2015 | BTVA Awards   | Best Vocal Ensemble in an Anime Feature Film/Special; A Letter to Momo                                    | Genomineerd |
| 2015 | BTVA Awards   | Best Male Lead Vocal Performance in a Television Series - Action/Drama; Hulk and the Agents of S.M.A.S.H. | Genomineerd |
| 2015 | BTVA Awards   | Voice Actor of the Year                                                                                   | Genomineerd |
| 2015 | BTVA Awards   | Best Male Vocal Performance in a TV Special/Direct-to-DVD Title or Short; JLA Adventures: Trapped in Time | Genomineerd |
| 2015 | BTVA Awards   | Best Male Lead Vocal Performance in an Anime Feature Film/Special; A Letter to Momo                       | Genomineerd |
| 2015 | BTVA Awards   | Best Vocal Ensemble in a TV Special/Direct-to-DVD Title or Short; JLA Adventures: Trapped in Time         | Gewonnen    |
| 2016 | BTVA Awards   | Best Vocal Ensemble in a Video Game; StarCraft II: Legacy of the Void                                     | Genomineerd |
| 2016 | BTVA Awards   | Best Vocal Ensemble in an Anime Feature Film/Special; The Laws of the Universe Part 0                     | Genomineerd |
| 2016 | BTVA Awards   | Best Vocal Ensemble in a TV Special/Direct-to-DVD Title or Short (Publiek); Regular Show: The Movie       | Gewonnen    |
| 2016 | BTVA Awards   | Best Vocal Ensemble in a TV Special/Direct-to-DVD Title or Short (Jury); Regular Show: The Movie          | Gewonnen    |
| 2017 | BTVA Awards   | Best Vocal Ensemble in a Television Series; Transformers: Robots in Disguise                              | Genomineerd |
| 2017 | BTVA Awards   | Best Male Vocal Performance in a Television Series in a Supporting Role; Transformers: Robots in Disguise | Genomineerd |
| 2017 | BTVA Awards   | Best Vocal Ensemble in a Video Game; Ratchet & Clank                                                      | Genomineerd |
| 2017 | BTVA Awards   | Voice Actor of the Year                                                                                   | Genomineerd |
| 2017 | BTVA Awards   | Best Vocal Ensemble in a Television Series; Teenage Mutant Ninja Turtles                                  | Gewonnen    |
| 2017 | BTVA Awards   | Best Vocal Ensemble in a Video Game (Jury); Overwatch                                                     | Gewonnen    |
| 2017 | BTVA Awards   | Best Vocal Ensemble in a Video Game (Publiek); Overwatch                                                  | Gewonnen    |
| 2021 | NAVGTR Awards | Performance in a Comedy, Lead; Bugsnax                                                                    | Genomineerd |